# Список фильмов киностудии «Ленфильм»
Список фильмов киностудии «Ленфи́льм» включает произведённые на студии кинофильмы по алфавиту в хронологическом порядке.
С момента создания в 1918 году Петроградского областного кинокомитета северных коммун при Наркомпросе кинофабрика в дальнейшем поменяла ряд названий: «Севзапкино» (1922—1925), Ленинградский кинохудожественный трест «Ленинградкино» (1925—1926), Ленинградская фабрика «Совкино» (1926—1930), Ленинградская фабрика «Союзкино» (1930—1932), Ленинградская фабрика «Росфильм» (1932—1933), Ленинградская фабрика «Союзфильм» (1933—1934), Ленкинокомбинат (1934). Название «Ленфильм» появилось в 1934 году и с тех пор неизменно присутствует в названии студии.

## 1918—1920

### 1918
1. Октябрьский переворот (Вторая революция) — реж. Григорий Болтянский
2. Уплотнение — реж. Александр Пантелеев, Донат Пашковский, Анатолий Долинов

### 1919
1. Борцы за светлое царство III Интернационала — реж. Борис Светлов
2. Все под ружьё! — реж. Борис Светлов
3. Победа мая — реж. Борис Светлов
4. Пролетарград на страже революции — реж. Борис Светлов

### 1920
1. Взятие Зимнего дворца — реж. Борис Светлов
2. Гимн освобождённому труду — реж. Борис Светлов

## 1921—1930

### 1921
1. Голод — реж. Александр Иванов-Гай
2. Лесные братья — реж. Борис Светлов

### 1922
1. А там… — реж. Владимир Максимов
2. Доля ты русская, долюшка женская — реж. Борис Светлов
3. Нет счастья на земле — реж. Александр Пантелеев
4. Отец Серафим — реж. Александр Пантелеев
5. Сказ о том, как лапотники в разум вошли — реж. Александр Пантелеев
6. Скорбь бесконечная — реж. Александр Пантелеев
7. Чудотворец — реж. Александр Пантелеев

### 1923
1. Открытие сельскохозяйственной выставки в Москве  — реж. Григорий Болтянский
2. Принятие шефства «Севзапкино» над 1-м полком политуправления  — реж. Григорий Болтянский
3. Школа ВЦИК и разные куски из жизни Красной Армии — реж. Григорий Болтянский
4. XII съезд РКП(б) — реж. Григорий Болтянский
5. Дворец и крепость — реж. Александр Ивановский
6. Дипломатическая тайна — реж. Борис Чайковский
7. Есть контакт! — реж. Владимир Максимов
8. За власть Советов — реж. Александр Пантелеев
9. Комедиантка — реж. Александр Ивановский
10. Похороны тов. Воровского — реж. Григорий Болтянский
11. Торговый дом «Антанта и К°» — реж. Константин Державин
12. Часовня Святого Иоанна — реж. Борис Чайковский

### 1924
1. XIII съезд партии РКП(б) — реж. Григорий Болтянский
2. Бедняку впрок — кулаку в бок — реж. Яков Посельский
3. Ванька — юный пионер — реж. Пётр Малахов
4. Камергер Его Величества — реж. Михаил Доронин
5. Конец рода Лунич — реж. Олег Фрелих
6. Красные партизаны — реж. Вячеслав Висковский
7. Н+Н+Н — реж. Владимир Шмидтгоф
8. Похождения Октябрины — реж. Григорий Козинцев и Леонид Трауберг
9. Простые сердца — реж. Иван Худолеев
10. Руки прочь — реж. Михаил Доронин
11. Самый юный пионер — реж. Константин Державин
12. Сердца и доллары — реж. Николай Петров
13. Скарлатина — реж. Фридрих Эрмлер
14. Цветочница — реж. Пётр Малахов
15. Чай — реж. Вячеслав Висковский

### 1925
1. 200-летие Академии наук — реж. Марк Галл
2. V Всемирный конгресс Коммунистического интернационала — реж. Николай Григор; совместно с «Пролеткино», «Межрабпом»
3. Аэро НТ-54 — реж. Николай Петров
4. В тылу у белых — реж. Борис Чайковский
5. Ветераны Русской революции — реж. Семён Посельский
6. Вздувайте горны — реж. Владимир Касьянов
7. Волховстрой — реж. Николай Григор
8. Год без Ленина – год выполнения его заветов — реж. В. Левин
9. Даёшь радио! — реж. Стефан Грюнберг и Сергей Юткевич
10. Девятое января — реж. Вячеслав Висковский
11. Закладка и спуск пароходов на Балтийском заводе — реж. Иосиф Хмельницкий
12. Известия ВЦИК и ЦИК — реж. Михаил Доронин
13. Кремль — реж. Григорий Болтянский и Семён Посельский
14. Крыша мира — реж. Владимир Ерофеев
15. Мариинская водная система и р. Волга
16. Микроб коммунизма — реж. Михаил Доронин и Дубровский
17. Минарет смерти — реж. Вячеслав Висковский
18. Мишка Звонов — реж. Пётр Малахов
19. Мишки против Юденича — реж. Григорий Козинцев и Леонид Трауберг
20. На верном следу — реж. Алексей Дмитриев
21. На жизнь и на смерть — реж. Борис Чайковский
22. Наводнение — реж. Борис Светлов
23. Наполеон-газ — реж. Семён Тимошенко
24. Немые свидетели — реж. Виталий Добровольский-Федорович
25. Палачи — реж. Александр Пантелеев
26. Петухи — реж. Пётр Малахов
27. Путешествие трудовых копеек — реж. Борис Светлов
28. Радиодетектив — реж. Семён Тимошенко
29. Рассеянный коммивояжёр — реж. Борис Светлов
30. Сон сторожа — реж. Владимир Шмидтгоф
31. Сорвалось — реж. Борис Светлов
32. Степан Халтурин — реж. Александр Ивановский
33. Тяжёлые годы — реж. Александр Разумный
34. Что, где он купил? — реж. Николай Фореггер
35. Чудо с самогоном — реж. Владимир Фейнберг

### 1926
1. Братишка — реж. Григорий Козинцев и Леонид Трауберг
2. Волжские бунтари — реж. Павел Петров-Бытов
3. Вор, но не багдадский — реж. Владимир Фейнберг
4. Декабристы — реж. Александр Ивановский
5. Дети бури — реж. Фридрих Эрмлер
6. Карьера Спирьки Шпандыря — реж. Борис Светлов
7. Катерина Измайлова — реж. Чеслав Сабинский
8. Катька — бумажный ранет — реж. Эдуард Иогансон и Фридрих Эрмлер
9. Песнь тундры — реж. Александр Пантелеев
10. Под властью адата — реж. Владимир Касьянов
11. Северное сияние — реж. Николай Фореггер
12. Соперники — реж. Сергей Шишко
13. Тарко — реж. Владимир Фейнберг
14. Триста тридцать три несчастья — реж. Владимир Фейнберг
15. Чёртово колесо — реж. Григорий Козинцев и Леонид Трауберг
16. Чужие — реж. Борис Светлов
17. Шинель — реж. Григорий Козинцев и Леонид Трауберг

### 1927
1. Винтик-шпинтик — реж. Владислав Твардовский
2. Водоворот — реж. Павел Петров-Бытов
3. «Главдыня» на отдыхе — реж. Владимир Шмидтгоф
4. Два рикши — реж. Виктор Григорьев (Гри)
5. Девушка с далёкой реки — реж. Евгений Червяков
6. Держи чубаровца — реж. Виктор Григорьев (Гри)
7. Дом в сугробах — реж. Фридрих Эрмлер
8. Золотое руно — реж. Борис Светозаров
9. Ленинград сегодня — реж. Илья Трауберг
10. Могила Панбурлея — реж. Чеслав Сабинский
11. На дальнем берегу — реж. Эдуард Иогансон
12. На рельсах — реж. Иван Худолеев
13. Ордер на жизнь — реж. Семён Тимошенко
14. Отважные мореплаватели — реж. Владимир Шмидтгоф
15. Парижский сапожник — реж. Фридрих Эрмлер
16. Поэт и царь — реж. Владимир Гардин
17. Пружинка — реж. Владимир Шмидтгоф
18. Пурга — реж. Чеслав Сабинский
19. Северная любовь — реж. Александр Ивановский
20. С. В. Д. (Союз великого дела) — реж. Григорий Козинцев и Леонид Трауберг
21. Сторона лесная — реж. Георгий Кроль
22. Счастливые черепки — реж. Эдуард Иогансон
23. Тараканище — реж. Александр Иванов и Николай Воинов
24. Турбина № 3 — реж. Семён Тимошенко
25. Чужой пиджак — реж. Борис Шпис

### 1928
1. Ася — реж. Александр Ивановский
2. Бузилка — реж. Александр Пресняков, Игорь Сорохтин
3. Буйной дорогой — реж. Илья Трауберг
4. Весёлые строители — реж. Михаил Быстрицкий, Дмитрий Еремич
5. Гафир и Мариам — реж. Эдуард Иогансон
6. Два броневика — реж. Семён Тимошенко
7. Джой и Дружок — реж. Владимир Петров и Мэри Хухунашвили
8. Дом вверх дном — реж. Дмитрий Толмачёв
9. Железная лошадь — реж. Оскар Галлай
10. Загадка жизни — реж. Ной Галкин
11. Запасец — реж. Владимир Шмидтгоф
12. Знойный принц — реж. Владимир Шмидтгоф
13. Золотой мёд — реж. Николай Береснев и Владимир Петров
14. Инженер Елагин — реж. Владимир Фейнберг
15. Кастусь Калиновский — реж. Владимир Гардин
16. Комната с мебелью — реж. Александр Пресняков, Игорь Сорохтин
17. Косая линия — реж. Александр Иванов, Оскар Галлай
18. Кузня Уть — реж. Евгений Петров
19. Луна слева — реж. Александр Иванов
20. Любовь в природе — реж. Ной Галкин
21. Макс и Мориц — реж. Евгений Деммени
22. Мой сын — реж. Евгений Червяков
23. Мятеж — реж. Семён Тимошенко
24. Не так страшен чёрт — реж. Александр Богданов
25. Норд-ост — реж. Чеслав Сабинский
26. Нота на колёсах — реж. Евгений Михайлов, Фёдор Никитин
27. Обиженные буквы — реж. Александр Пресняков, Игорь Сорохтин
28. Песнь о металле — реж. Михаил Шапиро, Иосиф Хейфиц, Александр Зархи, Владимир Гранатман
29. Пионер Ваня — реж. Виктор Григорьев (Гри)
30. Подвиг во льдах — реж. Братья Васильевы
31. Право на жизнь — реж. Павел Петров-Бытов
32. Прыжок — реж. Эдуард Иогансон
33. Родной брат — реж. Георгий Кроль,  Марк Галл
34. Синие воротники  — реж. Борис Шпис
35. Снежные ребята — реж. Борис Шпис
36. Сын рыбака — реж. Александр Ивановский
37. Таня — реж. Сергей Глаголин
38. Третья жена муллы — реж. Вячеслав Висковский и Юрий Музыкант
39. Третья молодость — реж. Владимир Шмидтгоф
40. Хабу — реж. Вячеслав Висковский
41. Хвастунишка — реж. Иван Дружинин
42. Цена человека — реж. Михаил Авербах, Марк Донской

### 1929
1. А почему так? — реж. Николай Дирин, А. Ларионов
2. Адрес Ленина — реж. Владимир Петров
3. Больные нервы — реж. Ной Галкин
4. Бузилка против брака — реж. Александр Пресняков
5. Бунт бабушек — реж. Оскар Галлай
6. Генерал Топтыгин — реж. Сергей Глаголин
7. Голубой экспресс — реж. Илья Трауберг
8. Дорога в мир — реж. Борис Шпис
9. Золотой клюв — реж. Евгений Червяков
10. Каан-Кэрэдэ — реж. Владимир Фейнберг
11. Каин и Артём — реж. Павел Петров-Бытов
12. Конница скачет — реж. Николай Береснёв
13. Ледяная судьба — реж. Евгений Петров
14. Неуловимый рабкор — реж. Игорь Сорохтин
15. Новый Вавилон — реж. Григорий Козинцев, Леонид Трауберг
16. Обломок империи — реж. Фридрих Эрмлер
17. Пижон — реж. Марк Донской
18. Почта — реж. Михаил Цехановский
19. Сердце Азии (Афганистан) — реж. Владимир Ерофеев
20. Смертный номер — реж. Георгий Кроль
21. Советская копейка — реж. Виктор Григорьев (Гри)
22. Транспорт огня — реж. Александр Иванов
23. Убитый жив — реж. Юрий Гольцев, Дмитрий Толмачёв
24. Флаг нации — реж. Владимир Шмидтгоф
25. Человек с портфелем — реж. Чеслав Сабинский
26. Чёрный парус — реж. Сергей Юткевич

### 1930
1. 1905 год в буржуазной сатире — реж. Ной Галкин
2. Братишкин соревнуется — реж. Владислав Твардовский
3. Весёлая война — реж. Павел Вейсбрём, Николай Дирин
4. Ветер в лицо — реж. Александр Зархи, Иосиф Хейфиц
5. Всадники ветра — реж. В. Жемчужников
6. Города и годы — реж. Евгений Червяков
7. Двадцать два несчастья — реж. Сергей Герасимов, Сергей Бартенев
8. Две силы — реж. реж. Ной Галкин
9. Есть, капитан! — реж. Александр Иванов
10. Жизнь на полный ход — реж. реж. Эдуард Иогансон
11. Заговор мёртвых — реж. Семён Тимошенко
12. Заем в массы — реж. Е. Устинов, И. Рейман
13. Знойное море (Каспий) — реж. Роберт Майман, Иван Скоринко
14. Кавказский пленник — реж. Александр Ивановский
15. Кто виноват? — реж. Ной Галкин
16. Лицом к лицу — реж. Оскар Галлай
17. Лягавый — реж. Пётр Кириллов
18. Мёртвая душа — реж. Владимир Фейнберг
19. Мститель — реж. Борис Шпис
20. Настоящие охотники — реж. Николай Лебедев, Наум Угрюмов
21. Наши девушки — реж. Владимир Браун
22. Не хочу ребёнка — реж. Марк Галл
23. О купце, ныне братце во Христе — реж. Виктор Григорьев (Гри)
24. Огонь — реж. реж. Марк Донской
25. Пахари моря — реж. Георгий Кроль
26. Первая сборная экспериментальная звуковая программа — реж. Абрам Роом
27. По ту сторону — реж. Борис Казачков
28. Поворот — реж. Павел Петров-Бытов
29. Подземное солнце / Голос недр — реж. Михаил Авербах
30. Спящая красавица — реж. Братья Васильевы
31. Смотри в корень — реж. Борис Антоновский
32. Счастливый Кент — реж. Владимир Шмидтгоф
33. Сын страны — реж. Эдуард Иогансон
34. Твёрдый характер — реж. Борис Юрцев
35. Тяжёлая нагрузка — реж. Пётр Кириллов
36. Фриц Бауэр — реж. Владимир Петров
37. Чужой берег — реж. Марк Донской

## 1931—1940

### 1931
1. Авария — реж. Герман Матвеев
2. Американская история преступлений / Два приятеля — реж. Борис Никифоров
3. Гопак — реж. Михаил Цехановский
4. Дневник одной коммуны — реж. Абрам Гринфельд
5. Закон дружбы — реж. Чеслав Сабинский
6. Запах Великой империи — реж. Сергей Глаголин
7. Златые горы — реж. Сергей Юткевич
8. Золотое время — реж. Пётр Кириллов
9. Зыбун — реж. Николай Лебедев, Владимир Яковлев
10. Их пути разошлись — реж. Борис Фёдоров
11. Капля нефти — реж. Борис Дубровский-Эшке
12. Кинометла № 3 — реж. Игорь Сорохтин
13. Конец Нахаловки — реж. Мануэль Большинцов
14. Кровь земли — реж. Михаил Авербах
15. Летун — реж. Илья Трауберг
16. На этом свете — реж. Борис Казачков
17. Одна — реж. Григорий Козинцев, Леонид Трауберг
18. Они и мы — реж. Борис Антоновский
19. Остров чудес — реж. Наум Угрюмов, Абрам Народицкий
20. Парень с берегов Миссури — реж. Владимир Браун
21. Пасифик — реж. Михаил Цехановский
22. Плотина — реж. Владимир Петров
23. Полдень — реж. Александр Зархи, Иосиф Хейфиц
24. Разводите кроликов. Невероятно, но факт — реж. Георгий Васильев
25. Разгром — реж. Николай Береснёв
26. Секрет — реж. Оскар Галлай
27. Снайпер — реж. Семён Тимошенко
28. Товарный № 717 — реж. Николай Лебедев
29. Фома — работяга — реж. Сергей Глаголин
30. Человек за бортом / Люди второго крещения — реж. Иосиф Берхин
31. Человек из тюрьмы — реж. Сергей Бартенев

### 1932
1. Беглец — реж. Владимир Петров
2. Блестящая карьера — реж. Владимир Браун
3. Встречный — реж. Фридрих Эрмлер, Сергей Юткевич, сореж. Лео Арнштам
4. Гайль Москау — реж. Владимир Шмидтгоф
5. Город в степи — реж. Чеслав Сабинский
6. Для вас найдется работа — реж. Илья Трауберг
7. Дорогой длинною — реж. Иван Дружинин
8. Закал — реж. Андрей Чигинский
9. Золотые руки — реж. Сергей Глаголин
10. Ищу протекции — реж. Борис Казачков
11. Лес — реж. Сергей Герасимов
12. Личное дело — реж. Братья Васильевы
13. Музыкальная Олимпиада — реж. Евгений Червяков
14. На радиоволне — реж. Владислав Твардовский, Павел Порошков
15. Ошибка героя — Эдуард Иогансон
16. Победители ночи — реж. Адольф Минкин, Игорь Сорохтин
17. Родная кровь — реж. Рафаил Музыкант
18. Сердце Соломона — реж. Сергей Герасимов, Михаил Кресин
19. Симфония мира — реж. Виталий Сюмкин, С. Тарасов
20. Сложный вопрос — реж. Павел Петров-Бытов
21. Солдатский сын — реж. Николай Лебедев
22. Три солдата — реж. Александр Иванов
23. Утирайте слёзы — реж. Пётр Кириллов

### 1933
1. Анненковщина — реж. Николай Береснёв
2. Жить — реж. Семён Тимошенко
3. Иудушка Головлёв — реж. Александр Ивановский
4. Моя Родина — реж. Александр Зархи, Иосиф Хейфиц
5. Отчаянный батальон — реж. Абрам Народицкий, Наум Угрюмов
6. Очир — реж. Дарья Шпиркан
7. Частный случай — реж. Илья Трауберг

### 1934
1. Гроза — реж. Владимир Петров
2. Женитьба Яна Кнукке — реж. Александр Иванов
3. Королевские матросы — реж. Владимир Браун
4. Крестьяне — реж. Фридрих Эрмлер
5. Люблю ли тебя? — реж. Сергей Герасимов
6. На Луну с пересадкой — реж. Николай Лебедев
7. Наследный принц Республики — Эдуард Иогансон
8. Разбудите Леночку — Антонина Кудрявцева
9. Секрет фирмы — реж. Владимир Шмидтгоф
10. Флаг стадиона — реж. Борис Казачков
11. Чапаев — реж. Братья Васильевы
12. Чудо — реж. Павел Петров-Бытов
13. Юность Максима — реж. Григорий Козинцев, Леонид Трауберг

### 1935
1. Горячие денёчки — реж. Александр Зархи, Иосиф Хейфиц
2. Граница — реж. Михаил Дубсон
3. Лунный камень — реж. Адольф Минкин, Игорь Сорохтин
4. Очарованный химик — реж. Сергей Бартенев
5. Подруги — реж. Лео Арнштам
6. Сокровище погибшего корабля — реж. Владимир Браун
7. Три товарища — реж. Семён Тимошенко

### 1936
1. Вратарь — реж. Семён Тимошенко
2. Депутат Балтики — реж. Александр Зархи, Иосиф Хейфиц
3. Дубровский — реж. Александр Ивановский
4. Леночка и виноград — Антонина Кудрявцева
5. На отдыхе — Эдуард Иогансон
6. Путешествие в Арзрум — реж. Моисей Левин, Борис Медведев
7. Семеро смелых — реж. Сергей Герасимов
8. Сын Монголии — реж. Илья Трауберг, Рафаил Суслович
9. Федька — реж. Николай Лебедев
10. Чудесный корабль — реж. Борис Казачков
11. Юность поэта — реж. Абрам Народицкий

### 1937
1. Большие крылья — реж. Михаил Дубсон
2. Великий гражданин, 1 серия — реж. Фридрих Эрмлер
3. Возвращение Максима — реж. Григорий Козинцев, Леонид Трауберг
4. Волочаевские дни — реж. Братья Васильевы
5. Женитьба — реж. Эраст Гарин, Хеся Локшина
6. За Советскую Родину — реж. Рафаил Музыкант, Юрий Музыкант
7. Первая охота — реж. Павел Шмидт
8. Пётр Первый, 1 серия  — реж. Владимир Петров
9. Пугачёв — реж. Павел Петров-Бытов
10. Тайга золотая — реж. Геннадий Казанский, Максим Руф
11. Теремок — реж. Александр Синицын, Виталий Сюмкин
12. Шахтёры — реж. Сергей Юткевич

### 1938
1. Амангельды — реж. Моисей Левин
2. Враги — реж. Александр Ивановский
3. Выборгская сторона — реж. Григорий Козинцев, Леонид Трауберг
4. Год девятнадцатый — реж. Илья Трауберг
5. Город Ленина — реж. Павел Паллей, Мефодий Нестеров, Василий Беляев
6. Детство маршала — реж. Николай Лебедев
7. Джябжа — реж. Мстислав Пащенко
8. Друзья — реж. Лео Арнштам
9. Комсомольск — реж. Сергей Герасимов
10. На границе — реж. Александр Иванов
11. Пётр Первый, 2 серия  — реж. Владимир Петров, Сергей Бартенев
12. Профессор Мамлок — реж. Герберт Раппапорт, Адольф Минкин
13. Утёнок — реж. Иван Дружинин
14. Человек с ружьём — реж. Сергей Юткевич, Павел Арманд, Мария Итина

### 1939
1. Аринка — реж. Надежда Кошеверова, Юрий Музыкант
2. Великий гражданин, 2 серия — реж. Фридрих Эрмлер
3. Гость — реж. Адольф Минкин, Герберт Раппапорт
4. Доктор Калюжный — реж. Эраст Гарин, Хеся Локшина
5. Мужество — реж. Михаил Калатозов
6. Наездник из Кабарды — реж. Николай Лебедев
7. Патриот — реж. Ян Фрид
8. Случай на полустанке — реж. Олег Сергеев, Сергей Якушев
9. Станица Дальняя — реж. Евгений Червяков
10. Танкисты — реж. Зиновий Драпкин, Роберт Майман
11. Учитель — реж. Сергей Герасимов
12. Хирургия — реж. Ян Фрид
13. Четвёртый перископ — реж. Виктор Эйсымонт
14. Член правительства — реж. Александр Зархи, Иосиф Хейфиц

### 1940
1. Возвращение — реж. Ян Фрид
2. Галя — реж. Надежда Кошеверова
3. Голос Тараса — реж. Владимир Фейнберг
4. Концерт на экране — реж. Семён Тимошенко
5. Музыкальная история — реж. Александр Ивановский, Герберт Раппапорт
6. Осень — реж. Фридрих Эрмлер, Исаак Менакер
7. Переход — реж. Александр Иванов
8. Приятели — реж. Михаил Гавронский
9. Райхан — реж. Моисей Левин
10. Сказка о глупом мышонке — реж. Михаил Цехановский
11. Цирк — реж. Александр Синицын, Виталий Сюмкин
12. Шестьдесят дней — реж. Михаил Шапиро

## 1941—1950

### 1941
1. Антон Иванович сердится — реж. Александр Ивановский
2. Боевой киносборник № 2

- Встреча — реж. Владимир Фейнберг
- Один из многих — реж. Виктор Эйсымонт
- У старой няни — реж. Евгений Червяков
- Сто за одного — реж. Герберт Раппапорт
- Случай на телеграфе — реж. Лео Арнштам, Григорий Козинцев

1. Валерий Чкалов — реж. Михаил Калатозов
2. Встреча с Максимом — реж. Сергей Герасимов
3. Как Вася Тёркин призываться шёл — реж. Виталий Сюмкин, Павел Шмидт
4. Киноконцерт 1941 года — реж. Исаак Менакер, Адольф Минкин, Герберт Раппапорт, Семён Тимошенко, Михаил Шапиро, Михаил Цехановский
5. Маскарад — реж. Сергей Герасимов
6. Отец и сын — реж. Сергей Якушев
7. Подруги, на фронт! — реж. Виктор Эйсымонт
8. Приключения Корзинкиной — реж. Климентий Минц
9. Разгром Юденича — реж. Павел Петров-Бытов
10. Старая гвардия — реж. Сергей Герасимов
11. Три подруги — реж. Павел Шмидт
12. Фронтовые подруги — реж. Виктор Эйсымонт
13. Чапаев с нами — реж. Владимир Петров

### 1942
1. Ванька — реж. Герберт Раппапорт; ЦОКС
2. Варежки — реж. Натан Любошиц, Павел Арманд
3. Его зовут Сухэ-Батор — реж. Александр Зархи, Иосиф Хейфиц; с участием «Монголкино», Ташкентской киностудии
4. Непобедимые — реж. Сергей Герасимов, Михаил Калатозов
5. Оборона Царицына — реж. Братья Васильевы

### 1943
1. Актриса — реж. Леонид Трауберг; ЦОКС
2. Воздушный извозчик — реж. Герберт Раппапорт; ЦОКС
3. Однажды ночью — реж. Григорий Козинцев; ЦОКС
4. Она защищает Родину — реж. Фридрих Эрмлер; ЦОКС
5. Подводная лодка Т-9 — реж. Александр Иванов; Бакинская киностудия
6. Под звуки домбр — реж. Адольф Минкин, Семён Тимошенко; ЦОКС
7. Фронт — реж. Братья Васильевы; ЦОКС
8. Юный Фриц — реж. Григорий Козинцев; ЦОКС

### 1944
1. Малахов курган — реж. Александр Зархи, Иосиф Хейфиц; Тбилисская киностудия
2. Морской батальон — реж. Адольф Минкин, Александр Файнциммер
3. Черевички — реж. Михаил Шапиро, Надежда Кошеверова; ЦОКС

### 1945
1. Великий перелом — реж. Фридрих Эрмлер
2. Небесный тихоход — реж. Семён Тимошенко
3. Простые люди — реж. Григорий Козинцев, Леонид Трауберг

### 1946
1. Во имя жизни — реж. Александр Зархи, Иосиф Хейфиц; Тбилисская киностудия
2. Остров Безымянный — реж. Адольф Бергункер, Михаил Егоров
3. Солистка балета — реж. Александр Ивановский
4. Сыновья — реж. Александр Иванов; совм. с Рижской киностудией

### 1947
1. Возвращение с победой — реж. Александр Иванов; совм. с Рижской киностудией
2. Жизнь в цитадели — реж. Герберт Раппапорт
3. За тех, кто в море — реж. Александр Файнциммер
4. Золушка — реж. Надежда Кошеверова, Михаил Шапиро
5. Пирогов — реж. Григорий Козинцев

### 1948
1. Драгоценные зёрна — реж. Александр Зархи, Иосиф Хейфиц

### 1949
1. Академик Иван Павлов — реж. Григорий Рошаль
2. Александр Попов — реж. Герберт Раппапорт, Виктор Эйсымонт
3. Великая сила — реж. Фридрих Эрмлер
4. Звезда — реж. Александр Иванов
5. Счастливого плавания! — реж. Николай Лебедев

### 1950
1. Мусоргский — реж. Григорий Рошаль
2. Огни Баку — реж. Александр Зархи, Иосиф Хейфиц, Рза Аббас-Кули Тахмасиб
3. Сады и парки Ленинграда — реж. Семён Тимошенко
4. Советская Башкирия — реж. Николай Соловьёв, Иосиф Гиндин
5. Советская Татария — реж. Анатолий Граник, Каюм Поздняков
6. Советская Удмуртия — реж. Ян Фрид

## 1951—1960

### 1951
1. Адыгейская автономная область — реж. Владимир Венгеров, Иосиф Гиндин
2. Аул Кубачи — реж. Надежда Кошеверова, Михаил Шапиро
3. Белинский — реж. Григорий Козинцев
4. Карело-Финская ССР — реж. Александр Иванов
5. Кемери — реж. Семён Тимошенко
6. Мордовская АССР — реж. Иосиф Хейфиц, Семён Деревянский
7. Свет в Коорди — реж. Герберт Раппапорт; совм. с Таллинской киностудией
8. Советская Кабарда — реж. Анатолий Граник, Тамара Родионова
9. Советская Бурят-Монголия — реж. Ян Фрид
10. У Северных морей — реж. Александр Файнциммер

### 1952
1. В Заилийском Ала-тау — реж. Михаил Короткевич
2. Живой труп — реж. Владимир Венгеров
3. Концерт мастеров искусств — реж. Александр Ивановский, Герберт Раппапорт
4. Навстречу жизни — реж. Николай Лебедев
5. Разлом — реж. Павел Боголюбов, Юрий Музыкант
6. Римский-Корсаков — реж. Григорий Рошаль, Геннадий Казанский

### 1953
1. Алеко — реж. Сергей Сиделёв
2. Алёша Птицын вырабатывает характер — реж. Анатолий Граник
3. Весна в Москве — реж. Иосиф Хейфиц, Надежда Кошеверова
4. Враги — реж. Тамара Родионова
5. Горячее сердце — реж. Геннадий Казанский
6. Званый ужин / Разбитые мечты — реж. Фридрих Эрмлер
7. Лес — реж. Владимир Венгеров, Семён Тимошенко
8. Любовь Яровая — реж. Ян Фрид
9. Мастера русского балета — реж. Герберт Раппапорт
10. Над Неманом рассвет — реж. Александр Файнциммер; совм. с Литовской киностудией
11. Слуга двух господ — реж. Адольф Бергункер
12. Сон болельщика — реж. Герберт Раппапорт
13. Тени  — реж. Николай Акимов, Надежда Кошеверова
14. Честь товарища — реж. Николай Лебедев

### 1954
1. Большая семья — реж. Иосиф Хейфиц
2. Герои Шипки — реж. Сергей Васильев; совм. с Болгарфильмом
3. Запасной игрок — реж. Семён Тимошенко
4. Зелёный Дол — реж. Тамара Родионова
5. Кортик — реж. Владимир Венгеров, Михаил Швейцер
6. Укротительница тигров — реж. Александр Ивановский, Надежда Кошеверова

### 1955
1. Гвоздь программы — реж. Николай Лебедев
2. Два капитана — реж. Владимир Венгеров
3. Двенадцатая ночь — реж. Ян Фрид
4. Дело — реж. Геннадий Казанский
5. Дело Румянцева — реж. Иосиф Хейфиц
6. Максим Перепелица — реж. Анатолий Граник
7. Михайло Ломоносов — реж. Александр Иванов
8. Неоконченная повесть — реж. Фридрих Эрмлер
9. Овод — реж. Александр Файнциммер
10. Следы на снегу — реж. Адольф Бергункер
11. Счастье Андруса — реж. Герберт Раппапорт
12. Таланты и поклонники — реж. Андрей Апсолон, Борис Дмоховский
13. Чужая родня — реж. Михаил Швейцер

### 1956
1. Девочка и крокодил — реж. Иосиф Гиндин, Исаак Менакер
2. Дорога правды — реж. Ян Фрид
3. Искатели — реж. Михаил Шапиро
4. Крутые Горки — реж. Николай Розанцев
5. Медовый месяц — реж. Надежда Кошеверова
6. Невеста — реж. Григорий Никулин, Владимир Шредель
7. Одна ночь — реж. Максим Руф, Александр Музиль
8. Она вас любит — реж. Семён Деревянский, Рафаил Суслович
9. Приключения Артёмки — реж. Андрей Апсолон
10. Пять дней — реж. Иосиф Шапиро
11. Солдаты — реж. Александр Иванов
12. Софья Ковалевская — реж. Иосиф Шапиро
13. Старик Хоттабыч — реж. Геннадий Казанский

### 1957
1. Балтийская слава — реж. Ян Фрид
2. Бессмертная песня — реж. Матвей Володарский
3. Всего дороже — реж. Юрий Музыкант, С. Селектор
4. Дон Кихот — реж. Григорий Козинцев
5. Дон Сезар де Базан — реж. Иосиф Шапиро
6. Его время придёт — реж. Мажит Бегалин; совм. с Алма-Атинской киностудией
7. На острове Дальнем… — реж. Николай Розанцев
8. На переломе — реж. Николай Лебедев
9. Поддубенские частушки — реж. Герберт Раппапорт
10. Рядом с нами — реж. Адольф Бергункер
11. Смерть Пазухина — реж. Григорий Никулин
12. Степан Кольчугин — реж. Тамара Родионова
13. Тамбу-Ламбу — реж. Владимир Бычков
14. Улица полна неожиданностей — реж. Сергей Сиделёв
15. Шторм — реж. Михаил Дубсон

### 1958
1. Андрейка — реж. Николай Лебедев
2. В дни Октября — реж. Сергей Васильев
3. Ведьма — реж. Александр Абрамов
4. Город зажигает огни — реж. Владимир Венгеров
5. День первый — реж. Фридрих Эрмлер
6. Дом напротив — реж. Аян Шахмалиева
7. Дорогой мой человек — реж. Иосиф Хейфиц
8. Евгений Онегин — реж. Роман Тихомиров
9. Коловращение жизни — реж. Иосиф Шапиро
10. Кочубей — реж. Юрий Озеров
11. Мистер Икс — реж. Юзеф Хмельницкий
12. Наш корреспондент — реж. Анатолий Граник
13. Ночной гость — реж. Владимир Шредель
14. Отцы и дети — реж. Адольф Бергункер, Наталья Рашевская
15. Пахита — реж. Иосиф Шапиро
16. Под стук колёс — реж. Михаил Ершов
17. Последний дюйм — реж. Теодор Вульфович, Никита Курихин
18. Пучина — реж. Антонин Даусон, Юрий Музыкант
19. Шофёр поневоле — реж. Надежда Кошеверова
20. Шопениана — реж. Исаак Менакер, Борис Фенстер

### 1959
1. Актёр Николай Черкасов — реж. Александр Ивановский
2. В твоих руках жизнь — реж. Николай Розанцев
3. Горячая душа — реж. Евгений Немченко
4. Дорога уходит вдаль — реж. Анатолий Вехотко
5. Достигаев и другие — реж. Юрий Музыкант, Наталья Рашевская
6. Жеребёнок — реж. Владимир Фетин
7. Загадка Н. Ф. И. — реж. Михаил Шапиро
8. Либерал — реж. Михаил Ершов
9. Люди голубых рек — реж. Андрей Апсолон
10. Не имей 100 рублей… — реж. Геннадий Казанский
11. Невские мелодии — реж. Иосиф Шапиро
12. Неоплаченный долг — реж. Владимир Шредель
13. Повесть о молодожёнах — реж. Сергей Сиделёв
14. Поднятая целина (1, 2 серия) — реж. Александр Иванов
15. Ссора в Лукашах — реж. Максим Руф
16. Сын Иристона — реж. Владимир Чеботарёв
17. Тётя Луша — реж. Иосиф Шапиро
18. Чолпон — утренняя звезда — реж. Роман Тихомиров
19. Шинель — реж. Алексей Баталов

### 1960
1. Анафема — реж. Сергей Гиппиус
2. Балтийское небо (1 серия) — реж. Владимир Венгеров
3. Гущак из Рио-де-Жанейро — реж. Александр Штаден
4. Дама с собачкой — реж. Иосиф Хейфиц
5. До будущей весны — реж. Виктор Соколов
6. Домой — реж. Александр Абрамов
7. И снова утро — реж. Геннадий Казанский
8. Кроткая — реж. Александр Борисов
9. Люблю тебя, жизнь! — реж. Михаил Ершов
10. Мост перейти нельзя — реж. Теодор Вульфович, Никита Курихин
11. Осторожно, бабушка! — реж. Надежда Кошеверова
12. Пиковая дама — реж. Роман Тихомиров
13. Плохая примета — реж. Наталья Трощенко
14. Победитель — реж. Виктор Садовский
15. Пойманный монах — реж. Григорий Никулин
16. Ребята с Канонерского — реж. Михаил Шапиро
17. Хореографические миниатюры — реж. Аполлинарий Дудко, Леонид Якобсон
18. Человек с будущим — реж. Николай Розанцев
19. Чужая беда — реж. Ян Фрид
20. Эзоп — реж. Георгий Товстоногов, Юрий Музыкант

## 1961—1970

### 1961
1. Балтийское небо (2 серия) — реж. Владимир Венгеров
2. Барьер неизвестности — реж. Никита Курихин
3. Братья Комаровы — реж. Анатолий Вехотко
4. Будни и праздники — реж. Владимир Шредель
5. Водяной — реж. Сергей Сиделёв
6. Горизонт — реж. Иосиф Хейфиц
7. Девчонка, с которой я дружил — реж. Николай Лебедев
8. Как верёвочка ни вьётся… — реж. Герберт Раппапорт, Леонид Быков
9. Мишель и Мишутка — реж. Аян Шахмалиева, Михаил Шамкович
10. Пёстрые рассказы — реж. Максим Руф
11. Поднятая целина (3 серия) — реж. Александр Иванов
12. Полосатый рейс — реж. Владимир Фетин
13. Раздумья… — реж. Тамара Родионова
14. Самые первые — реж. Анатолий Граник
15. Старожил — реж. Искандер Хамраев
16. Человек-амфибия — реж. Геннадий Казанский, Владимир Чеботарёв
17. Явление Венеры — реж. Михаил Шапиро

### 1962
1. 713-й просит посадку — реж. Григорий Никулин
2. Грешный ангел — реж. Геннадий Казанский
3. Дикая собака динго — реж. Юлий Карасик
4. Душа зовёт — реж. Александр Борисов, Максим Руф
5. Если позовёт товарищ — реж. Александр Иванов
6. Завтрашние заботы — реж. Григорий Аронов, Будимир Метальников
7. Из Нью-Йорка в Ясную Поляну — реж. Фридрих Эрмлер
8. Кино и время — реж. Виктор Садовский
9. Когда разводят мосты — реж. Виктор Соколов
10. Мальчик с коньками — реж. Сергей Гиппиус
11. Первый мяч — реж. Николай Розанцев
12. Порожний рейс — реж. Владимир Венгеров
13. После свадьбы — реж. Михаил Ершов
14. Прошлым летом — реж. Виктор Трегубович
15. Серый волк — реж. Тамара Родионова
16. Черёмушки — реж. Герберт Раппапорт
17. Чёрная чайка — реж. Григорий Колтунов

### 1963
1. Большой фитиль — реж. Владимир Фетин, Мери Анджапаридзе, Александр Митта и др.; совм. с киностудией имени М. Горького, «Мосфильмом» и «Союзмультфильмом»
2. Всё остаётся людям — реж. Георгий Натансон
3. Два воскресенья — реж. Владимир Шредель
4. День счастья — реж. Иосиф Хейфиц
5. Знакомьтесь, Балуев! — реж. Виктор Комиссаржевский
6. Каин XVIII — реж. Надежда Кошеверова, Михаил Шапиро
7. Крепостная актриса — реж. Роман Тихомиров
8. Мандат — реж. Николай Лебедев
9. Пока жив человек — реж. Григорий Аронов
10. Принимаю бой — реж. Сергей Микаэлян
11. Родная кровь — реж. Михаил Ершов
12. Собирающий облака — реж. Александр Игишев
13. Улица Ньютона, дом 1 — реж. Теодор Вульфович

### 1964
1. Барбос в гостях у Бобика — реж. Виталий Мельников, Михаил Шамкович
2. Весенние хлопоты — реж. Ян Фрид
3. Возвращённая музыка — реж. Виталий Аксёнов
4. Гамлет — реж. Григорий Козинцев
5. Государственный преступник — реж. Николай Розанцев
6. Донская повесть — реж. Владимир Фетин
7. Жаворонок — реж. Никита Курихин, Леонид Менакер
8. Зайчик — реж. Леонид Быков
9. Когда песня не кончается — реж. Роман Тихомиров
10. Мать и мачеха — реж. Леонид Пчёлкин
11. Поезд милосердия — реж. Искандер Хамраев
12. Пока фронт в обороне — реж. Юлий Файт
13. Помни, Каспар! — реж. Григорий Никулин
14. Спящая красавица — реж. Аполлинарий Дудко, Константин Сергеев
15. Фро — реж. Резо Эсадзе

### 1965
1. А крепость была неприступная — реж. Николай Лебедев
2. Авария — реж. Александр Абрамов, Наум Бирман
3. Друзья и годы — реж. Виктор Соколов
4. Залп «Авроры» — реж. Юрий Вышинский
5. Знойный июль — реж. Виктор Трегубович
6. Иду на грозу — реж. Сергей Микаэлян
7. Лебединая песня — реж. Юрий Могилевцев
8. Музыканты одного полка — реж. Павел Кадочников, Геннадий Казанский
9. На одной планете — реж. Илья Ольшвангер
10. Первая Бастилия — реж. Михаил Ершов
11. Первый посетитель — реж. Леонид Квинихидзе
12. Перед судом истории — реж. Фридрих Эрмлер
13. Рабочий посёлок — реж. Владимир Венгеров
14. Третья молодость — реж. Жан Древиль

### 1966
1. В городе С. — реж. Иосиф Хейфиц
2. Два билета на дневной сеанс — реж. Герберт Раппапорт
3. Долгая счастливая жизнь — реж. Геннадий Шпаликов
4. Зимнее утро — реж. Николай Лебедев
5. Катерина Измайлова — реж. Михаил Шапиро
6. Кто придумал колесо? — реж. Владимир Шредель
7. Мальчик и девочка — реж. Юлий Файт
8. На диком бреге — реж. Анатолий Граник
9. Начальник Чукотки — реж. Виталий Мельников
10. Не забудь… станция Луговая — реж. Никита Курихин, Леонид Менакер
11. Республика ШКИД — реж. Геннадий Полока
12. Сегодня — новый аттракцион — реж. Надежда Кошеверова, Аполлинарий Дудко
13. Снежная королева — реж. Геннадий Казанский
14. Три толстяка — реж. Алексей Баталов, Иосиф Шапиро

### 1967
1. Браслет-2 — реж. Лев Цуцульковский, Михаил Шамкович
2. В огне брода нет (о Тане Тёткиной и её рисунках) — реж. Глеб Панфилов
3. День солнца и дождя — реж. Виктор Соколов
4. Его звали Роберт — реж. Илья Ольшвангер
5. Женя, Женечка и «катюша» — реж. Владимир Мотыльь
6. Зелёная карета — реж. Ян Фрид
7. Личная жизнь Кузяева Валентина — реж. Игорь Масленников, Илья Авербах
8. Мятежная застава — реж. Адольф Бергункер
9. Начало неведомого века (киноальманах) — реж. Андрей Смирнов, Лариса Шепитько, Генрих Габай; совм. с киностудией «Мосфильм», киностудией имени А. Довженко
10. Первороссияне — реж. Александр Иванов
11. Попутного ветра, «Синяя птица»! — реж. Михаил Ершов
12. Происшествие, которого никто не заметил — реж. Александр Володин
13. Свадьба в Малиновке — реж. Андрей Тутышкин
14. Седьмой спутник — реж. Григорий Аронов, Алексей Герман
15. Семь нот в тишине… — реж. Виталий Аксёнов
16. Суд — реж. Давид Кочарян
17. Фокусник — реж. Пётр Тодоровский; совм. с киностудией «Мосфильм»
18. Хроника пикирующего бомбардировщика — реж. Наум Бирман
19. Четыре страницы одной молодой жизни — реж. Резо Эсадзе

### 1968
1. В день свадьбы — реж. Вадим Михайлов
2. Виринея — реж. Владимир Фетин
3. Всего одна жизнь — реж. Сергей Микаэлян; совм. с киностудией «Норскфильм» (Норвегия)
4. Город и песня — реж. Леонид Менакер
5. Гроза над Белой — реж. Евгений Немченко, Станислав Чаплин
6. Живой труп — реж. Владимир Венгеров
7. Источник — реж. Анатолий Граник
8. Лебединое озеро — реж. Аполлинарий Дудко, Константин Сергеев
9. Мёртвый сезон — реж. Савва Кулиш
10. Моабитская тетрадь — реж. Леонид Квинихидзе
11. На войне как на войне — реж. Виктор Трегубович
12. Рыцарь мечты — реж. Вадим Дербенёв; совм. с киностудией «Молдова-фильм»
13. Снегурочка — реж. Павел Кадочников
14. Старая, старая сказка — реж. Надежда Кошеверова
15. Степень риска — реж. Илья Авербах
16. Удар! Ещё удар! — реж. Виктор Садовский

### 1969
1. Белый флюгер — реж. Давид Кочарян
2. Белое солнце пустыни — реж. Владимир Мотыль; совм. с киностудией «Мосфильм»
3. Берег юности — реж. Лев Цуцульковский
4. Будет фильм — реж. Эдуард Розовский
5. Голубой лёд — реж. Виктор Соколов
6. Её имя — Весна — реж. Искандер Хамраев
7. Завтра, третьего апреля… — реж. Игорь Масленников
8. Князь Игорь — реж. Роман Тихомиров
9. Мальчишки (киноальманах):

• Новенький — реж. Аян Шахмалиева
• Это именно я — реж. Леонид Макарычев
1. Мама вышла замуж — реж. Виталий Мельников
2. На пути в Берлин — реж. Михаил Ершов
3. Невероятный Иегудиил Хламида — реж. Николай Лебедев
4. Приятный сюрприз — реж. Марк Генин
5. Пятеро с неба — реж. Владимир Шредель
6. Развязка — реж. Николай Розанцев
7. Рокировка в длинную сторону — реж. Владимир Григорьев
8. Рудольфио — реж. Динара Асанова
9. Рядом с другом — реж. Александр Абрамов
10. Эти невинные забавы — реж. Август Балтрушайтис

### 1970
1. Африканыч — реж. Михаил Ершов
2. Барышня и хулиган — реж. Аполлинарий Дудко
3. Взрывники — реж. Юрий Соловьёв
4. Волшебная сила — реж. Наум Бирман
5. Зелёные цепочки — реж. Григорий Аронов
6. Золото высоких Татр — реж. Виктор Садовский
7. Король Лир — реж. Григорий Козинцев
8. Любовь Яровая — реж. Владимир Фетин
9. Миссия в Кабуле — реж. Леонид Квинихидзе
10. Мой добрый папа — реж. Игорь Усов
11. Начало — реж. Глеб Панфилов
12. Ночная смена — реж. Леонид Менакер
13. Салют, Мария! — реж. Иосиф Хейфиц
14. Секундомер — реж. Резо Эсадзе
15. Семь невест ефрейтора Збруева — реж. Виталий Мельников
16. Счастье Анны — реж. Юрий Рогов
17. Угол падения — реж. Геннадий Казанский
18. Удивительный заклад — реж. Леонид Макарычев
19. Ференц Лист (Грёзы любви) — реж. Мартон Келети
20. Хозяин — реж. Михаил Ершов

## 1971—1980

### 1971
1. Гойя, или Тяжкий путь познания — реж. Конрад Вольф; совм. с DEFA (ГДР), студией художественных фильмов «София» (НРБ), Босна Фильм (Югославия)
2. Даурия — реж. Виктор Трегубович
3. Дорога на Рюбецаль — реж. Адольф Бергункер
4. Драма из старинной жизни — реж. Илья Авербах
5. Красный дипломат (Страницы жизни Леонида Красина) — реж. Семён Аранович
6. Месяц август — реж. Вадим Михайлов
7. Мещане — реж. Георгий Товстоногов
8. Найди меня, Лёня! — реж. Николай Лебедев
9. Ночь на 14-й параллели — реж. Владимир Шредель, Юлиан Семёнов
10. Операция «С Новым годом!» — реж. Алексей Герман; был отправлен «на полку», вышел в 1985 году под другим названием
11. Пристань на том берегу — реж. Соломон Шустер
12. Прощание с Петербургом — реж. Ян Фрид
13. Разрешите взлёт! — реж. Анатолий Вехотко, Наталья Трощенко
14. Расскажи мне о себе — реж. Сергей Микаэлян
15. Тень — реж. Надежда Кошеверова
16. Ход белой королевы — реж. Виктор Садовский
17. Холодно — горячо — реж. Николай Розанцев
18. Чёрные сухари — реж. Герберт Раппапорт
19. Шельменко-денщик — реж. Андрей Тутышкин
20. Шутите? (киноальманах):

• Иначе мы пропали — реж. Игорь Шешуков
• Вандербуль бежит за горизонт — реж. Николай Кошелев
• Шутите? — реж. Валерий Чечунов

### 1972
1. Боба и слон — реж. Август Балтрушайтис
2. В чёрных песках — реж. Искандер Хамраев
3. Гонщики — реж. Игорь Масленников
4. Гроссмейстер — реж. Сергей_Микаэлян
5. Двенадцать месяцев — реж. Анатолий Граник
6. Дела давно минувших дней… — реж. Владимир Шредель
7. Здравствуй и прощай — реж. Виталий Мельников
8. Игрок — реж. Алексей Баталов; совм. с «Баррандов» (Чехословакия)
9. Ижорский батальон — реж. Геннадий Казанский
10. Карпухин — реж. Владимир Венгеров
11. Красные пчёлы — реж. Леонид Макарычев
12. Круг — реж. Герберт Раппапорт
13. Ленфильм — реж. Виктор Садовский
14. Меченый атом — реж. Игорь Гостев
15. Монолог — реж. Илья Авербах
16. Моя жизнь — реж. Григорий Никулин, Виктор Соколов
17. Последние дни Помпеи — реж. Иосиф Шапиро
18. Принц и нищий — реж. Вадим Гаузнер
19. Пятая четверть — реж. Григорий Аронов
20. Синие зайцы, или Музыкальное путешествие — реж. Виталий Аксёнов
21. Табачный капитан — реж. Игорь Усов
22. Учитель пения — реж. Наум Бирман

### 1973
1. А вы любили когда-нибудь? — реж. Игорь Усов
2. Блокада (1—2 фильмы) — реж. Михаил Ершов
3. Возвращённый год — реж. Михаил Ордовский
4. Всадник без головы — реж. Владимир Вайншток
5. Где это видано, где это слыхано — реж. Валентин Горлов
6. Дверь без замка — реж. Адольф Бергункер
7. Докер — реж. Юрий Рогов
8. Здесь наш дом — реж. Виктор Соколов
9. Игра — реж. Леонид Макарычев
10. Исполняющий обязанности — реж. Ирина Поволоцкая
11. Капитан — реж. Аян Шахмалиева
12. Крах инженера Гарина — реж. Леонид Квинихидзе
13. О тех, кого помню и люблю — реж. Анатолий Вехотко, Наталья Трощенко
14. Опознание — реж. Леонид Менакер
15. Открытая книга — реж. Владимир Фетин
16. Плохой хороший человек — реж. Иосиф Хейфиц
17. Подзорная труба — реж. Марк Генин
18. Пожар во флигеле — реж. Евгений Татарский
19. Практикант — реж. Сергей Данилин
20. Сломанная подкова — реж. Семён Аранович
21. Солёный пёс — реж. Николай Кошелев
22. Старые стены — реж. Виктор Трегубович
23. Умные вещи — реж. Анатолий Граник
24. Цемент — реж. Александр Бланк, Сергей Линков
25. Я служу на границе — реж. Наум Бирман

### 1974
1. В то далёкое лето… — реж. Николай Лебедев
2. Весенние перевёртыши — реж. Григорий Аронов
3. Врача вызывали? — реж. Вадим Гаузнер
4. День приёма по личным вопросам — реж. Соломон Шустер
5. Ещё не вечер — реж. Николай Розанцев
6. Ксения, любимая жена Фёдора — реж. Виталий Мельников
7. Мир Николая Симонова — реж. Владимир Шредель
8. Не болит голова у дятла — реж. Динара Асанова
9. Незнакомый наследник — реж. Геннадий Казанский, Олег Дашкевич
10. Одиножды один — реж. Геннадий Полока
11. Под каменным небом — реж. Кнут Андерсен, Игорь Масленников
12. Последний день зимы — реж. Владимир Григорьев
13. Премия — реж. Сергей Микаэлян
14. Пятёрка за лето — реж. Леонид Макарычев
15. Свадьба Кречинского — реж. Владимир Воробьёв
16. Сержант милиции — реж. Герберт Раппапорт
17. Соломенная шляпка — реж. Леонид Квинихидзе
18. Странные взрослые — реж. Аян Шахмалиева
19. Царевич Проша — реж. Надежда Кошеверова

### 1975
1. Воздухоплаватель — реж. Анатолий Вехотко, Наталья Трощенко
2. Дневник директора школы — реж. Борис Фрумин
3. Доверие — реж. Виктор Трегубович, Эдвин Лайне
4. Дожить до рассвета — реж. Михаил Ершов, Виктор Соколов
5. Единственная… — реж. Иосиф Хейфиц
6. Звезда пленительного счастья — реж. Владимир Мотыль
7. Иван и Коломбина — реж. Валерий Чечунов
8. Лавина — реж. Николай Кошелев, Валентин Морозов
9. Любовь с первого взгляда — реж. Резо Эсадзе; совм. с «Грузия-фильм»
10. Новогодние приключения Маши и Вити — реж. Игорь Усов
11. Одиннадцать надежд — реж. Виктор Садовский
12. Память — реж. Григорий Никулин
13. Полковник в отставке — реж. Игорь Шешуков
14. Призвание — реж. Август Балтрушайтис
15. Прошу слова — реж. Глеб Панфилов
16. Рассказ о простой вещи — реж. Леонид Менакер
17. Сердцем прикоснувшись к подвигу — реж. Иосиф Шапиро
18. Старший сын — реж. Виталий Мельников
19. Строговы — реж. Владимир Венгеров
20. Чужие письма — реж. Илья Авербах
21. Шаг навстречу (Несколько историй весёлых и грустных) — реж. Наум Бирман

### 1976
1. Вдовы — реж. Сергей_Микаэлян
2. Весёлое сновидение, или Смех и слёзы — реж. Игорь Усов
3. Всегда со мною — реж. Соломон Шустер
4. Главная роль — реж. Иосиф Шапиро, Евгений Мезенцев
5. Город. Осень. Ритм. — реж. Вадим Гаузнер
6. Двадцать дней без войны — реж. Алексей Герман
7. Дикий Гаврила — реж. Леонид Макарычев
8. Длинное, длинное дело… — реж. Григорий Аронов, Владимир Шредель
9. Житейское дело (киноальманах):

• Где ты, Любовь Дуняшова? — реж. Юрий Соловьёв
• У тебя есть я — реж. Сергей Потепалов
• Житейское дело — реж. Михаил Ордовский
1. …И другие официальные лица — реж. Семён Аранович
2. Кадкина всякий знает — реж. Анатолий Вехотко, Наталья Трощенко
3. Киноэпопея продолжается… — реж. Евгений Мезенцев
4. Ключ без права передачи — реж. Динара Асанова
5. Меня это не касается… — реж. Герберт Раппапорт
6. Небесные ласточки — реж. Леонид Квинихидзе
7. Обыкновенная Арктика — реж. Алексей Симонов
8. Обычный месяц — реж. Искандер Хамраев
9. Первый рейс — реж. Аян Шахмалиева
10. Пока стоят горы — реж. Вадим Михайлов
11. Семьдесят два градуса ниже нуля — реж. Сергей Данилин, Евгений Татарский
12. Сентиментальный роман — реж. Кнут Андерсен, Игорь Масленников
13. Синяя птица — реж. Джорж Кьюкор
14. Сладкая женщина — реж. Владимир Фетин
15. Степанова памятка — реж. Константин Ершов
16. Съездили — реж. Александр Пашовкин
17. Сюрприз табачного короля — реж. Юрий Чечельницкий

### 1977
1. Ася — реж. Иосиф Хейфиц
2. Беда — реж. Динара Асанова
3. Блокада (3—4 фильмы) — реж. Михаил Ершов
4. Вторая попытка Виктора Крохина — реж. Игорь Шешуков
5. Девочка, хочешь сниматься в кино? — реж. Адольф Бергункер
6. Ждите меня, острова! — реж. Николай Лебедев, Иосиф Шапиро
7. Женитьба — реж. Виталий Мельников
8. Знак вечности — реж. Давид Кочарян; при участии «Арменфильма»
9. Золотая мина — реж. Евгений Татарский
10. Как Иванушка-дурачок за чудом ходил — реж. Надежда Кошеверова
11. Личное дело — реж. Тамара Родионова
12. Обратная связь — реж. Виктор Трегубович
13. Объяснение в любви — реж. Илья Авербах
14. Открытая книга — реж. Виктор Титов
15. Павловск — реж. Семён Аранович
16. Первые радости — реж. Григорий Никулин
17. Прыжок с крыши — реж. Владимир Григорьев
18. Собака на сене — реж. Ян Фрид
19. Строгая мужская жизнь — реж. Анатолий Граник
20. Сумка инкассатора — реж. Август Балтрушайтис
21. Труффальдино из Бергамо — реж. Владимир Воробьёв
22. Убит при исполнении — реж. Николай Розанцев

### 1978
1. Всё решает мгновение — реж. Виктор Садовский
2. Двое в новом доме — реж. Тофик Шахвердиев
3. Дети как дети — реж. Аян Шахмалиева
4. Дом строится — реж. Павел Коган, Пётр Мостовой
5. Ёжик — реж. Николай Ковальский
6. Завьяловские чудики (киноальманах):

• Капроновая ёлочка — реж. Эрнест Ясан
• Билетик на второй сеанс — реж. Анатолий Дубинкин
• Версия — реж. Валерий Гурьянов 
1. Комедия ошибок — реж. Вадим Гаузнер
2. Комиссия по расследованию — реж. Владимир Бортко
3. Летняя поездка к морю — реж. Семён Аранович
4. Младший научный сотрудник — реж. Валерий Родченко
5. Молодая жена — реж. Леонид Менакер
6. Ошибки юности — реж. Борис Фрумин
7. Па-де-де — реж. Дмитрий Светозаров
8. Познавая белый свет — реж. Кира Муратова
9. Рыцарь из Княж-городка — реж. Вадим Михайлов
10. Сегодня или никогда — реж. Игорь Усов
11. След на земле — реж. Наум Бирман
12. След росомахи — реж. Георгий Кропачёв
13. Случайные пассажиры — реж. Михаил Ордовский
14. Соль земли — реж. Искандер Хамраев
15. Трасса — реж. Анатолий Вехотко, Наталья Трощенко; совм. с «Баррандов» (Чехословакия)
16. Удобно в пути — реж. Вячеслав Сорокин
17. Уходя — уходи — реж. Виктор Трегубович
18. Ханума — реж. Георгий Товстоногов, Юрий Аксёнов
19. Хористка — реж. Александр Муратов
20. Человек, которому везло — реж. Константин Ершов
21. Чужая — реж. Владимир Шредель
22. Ярославна, королева Франции — реж. Игорь Масленников

### 1979
1. Бабушкин внук — реж. Адольф Бергункер
2. В моей смерти прошу винить Клаву К. — реж. Николай Лебедев, Эрнест Ясан
3. Вернёмся осенью — реж. Алексей Симонов
4. Впервые замужем — реж. Иосиф Хейфиц
5. Вторая весна — реж. Владимир Венгеров
6. Десант на Орингу — реж. Михаил Ершов
7. Жена ушла — реж. Динара Асанова
8. Завтрак — реж. Асхаб Абакаров
9. Инженер Графтио — реж. Геннадий Казанский
10. Летучая мышь — реж. Ян Фрид
11. Личное свидание — реж. Алексей Лебедев
12. На слёзы Лауры (к/м) — реж. Валерий Апананский
13. Необыкновенное лето — реж. Григорий Никулин
14. Нескладуха — реж. Сергей Овчаров
15. Отпуск в сентябре — реж. Виталий Мельников
16. Пани Мария — реж. Наталья Трощенко
17. Последняя охота — реж. Игорь Шешуков
18. Прогулка, достойная мужчин — реж. Анатолий Вехотко
19. Пристань (к/м) — реж. Вячеслав Сорокин
20. Путешествие в другой город — реж. Виктор Трегубович
21. Ранние журавли — реж. Болотбек Шамшиев
22. Соловей — реж. Надежда Кошеверова
23. Старшина — реж. Николай Кошелев
24. Таёжная повесть — реж. Владимир Фетин
25. Трое в лодке, не считая собаки — реж. Наум Бирман
26. Фантазии Фарятьева — реж. Илья Авербах
27. Шерлок Холмс и доктор Ватсон — реж. Игорь Масленников

### 1980
1. Альтер эго — реж. Юрий Мамин
2. Благочестивая Марта — реж. Ян Фрид
3. Взвейтесь, соколы, орлами! — реж. Николай Розанцев
4. Враги — реж. Андрей Дружков
5. Два долгих гудка в тумане — реж. Валерий Родченко
6. День на размышление— реж. Август Балтрушайтис
7. Клуб самоубийц, или Приключения титулованной особы — реж. Евгений Татарский
8. Крик гагары — реж. Сергей Линков
9. Куст сирени — реж. Евгений Ставров
10. Лес — реж. Владимир Мотыль
11. Лялька-Руслан и его друг Санька — реж. Евгений Татарский
12. Мой папа — идеалист — реж. Владимир Бортко
13. Мокрое дело — реж. Юрий Риверов
14. Мы смерти смотрели в лицо — реж. Наум Бирман
15. Начальник — реж. Дмитрий Гинденштейн
16. Никудышная — реж. Динара Асанова
17. Очки от солнца — реж. Дмитрий Светозаров
18. Плывут моржи — реж. Анатолий Васильев
19. Поздние свидания — реж. Владимир Григорьев
20. Последний побег — реж. Леонид Менакер
21. Приключения Шерлока Холмса и доктора Ватсона — реж. Игорь Масленников
22. Разжалованный — реж. Александр_Сокуров
23. Рафферти — реж. Семён Аранович
24. Свет в окне — реж. Аян Шахмалиева
25. Сергей Иванович уходит на пенсию — реж. Соломон Шустер
26. Сицилианская защита — реж. Игорь Усов
27. Соло — реж. Константин Лопушанский
28. Таинственный старик — реж. Леонид Макарычев
29. Тайное голосование — реж. Валерий Гурьянов
30. Тростинка на ветру — реж. Виктор Аристов
31. Ты должен жить — реж. Владимир Чумак
32. Холостяки — реж. Михаил Никитин; при уч. «Мосфильма»
33. Экзамен — реж. Сергей Данилин
34. Эндшпиль — реж. Виктор Бутурлин
35. Я — актриса — реж. Виктор Соколов

## 1981—1990

### 1981
1. 20-е декабря — реж. Григорий Никулин
2. Барабаниада — реж. Сергей Овчаров
3. Гиблое дело — реж. Александр Пашовкин
4. Две строчки мелким шрифтом — реж. Виталий Мельников; совм. с киностудией «ДЕФА» (ГДР)
5. Девушка и Гранд — реж. Виктор Садовский
6. Деревенская история — реж. Виталий Каневский
7. Други игрищ и забав — реж. Михаил Никитин
8. Комендантский час — реж. Наталья Трощенко
9. Куда исчез Фоменко? — реж. Вадим Гаузнер
10. Личная жизнь директора — реж. Владимир Шредель
11. Личной безопасности не гарантирую… — реж. Анатолий Вехотко
12. Несравненный Наконечников — реж. Юрий Аникеев
13. Ночь на четвёртом круге — реж. Игорь Усов
14. Под одним небом — реж. Искандер Хамраев
15. Правда лейтенанта Климова — реж. Олег Дашкевич
16. Придут страсти-мордасти — реж. Эрнест Ясан
17. Приключения Шерлока Холмса и доктора Ватсона: Собака Баскервилей — реж. Игорь Масленников
18. Пропавшие среди живых — реж. Владимир Фетин
19. Путешествие в Кавказские горы — реж. Михаил Ордовский
20. Родительский день — реж. Светлана Проскурина; при уч. киностудии «Мосфильм»
21. Семь счастливых нот — реж. Евгений Мезенцев, Лев Рахлин
22. Сильва — реж. Ян Фрид
23. Снег на зелёном поле — реж. Валентин Морозов
24. Тайна синих гор — реж. Асхаб Абакаров
25. Товарищ Иннокентий — реж. Евгений Мезенцев, Иосиф Шапиро
26. Трижды о любви — реж. Виктор Трегубович
27. Что бы ты выбрал? — реж. Динара Асанова
28. Штормовое предупреждение — реж. Вадим Михайлов

### 1982
1. Анюта — реж. Александр Белинский, Владимир Васильев
2. Без видимых причин — реж. Евгений Татарский
3. В старых ритмах — реж. Михаил Ершов
4. Варварин день — реж. Анатолий Дубинкин, Иосиф Шапиро
5. Влюблён по собственному желанию — реж. Сергей_Микаэлян
6. Голос — реж. Илья Авербах
7. Грибной дождь — реж. Николай Кошелев
8. Желаю вам... реж. Юрий Мамин
9. Жизнь Берлиоза — реж. Жак Требута[фр.], Виктор Сергеев; совм. пр-во ТВ Франции, ТВ СССР, Патэ Синема, ТВ Венгрия, Радио Канада, при участии РТ Бельгии и Швейцарии
10. За счастьем — реж. Николай Ковальский
11. Людмила — реж. Валентин Морозов, Сергей Данилин
12. Никколо Паганини — реж. Леонид Менакер
13. Ослиная шкура — реж. Надежда Кошеверова
14. Остров сокровищ — реж. Владимир Воробьёв
15. Пиковая дама — реж. Игорь Масленников
16. Прозрачное солнце осени — реж. Виктор Бутурлин
17. Пространство для манёвра — реж. Игорь Шешуков
18. Родился я в Сибири… — реж. Адольф Бергункер
19. Родителей не выбирают — реж. Виктор Соколов
20. С тех пор, как мы вместе — реж. Владимир Григорьев
21. Сеанс одновременной игры — реж. Алексей Лебедев
22. Семь часов до гибели — реж. Анатолий Вехотко
23. Сквозь огонь — реж. Леонид Макарычев
24. Таможня — реж. Александр Муратов
25. Шапка Мономаха — реж. Искандер Хамраев
26. Шурочка — реж. Иосиф Хейфиц

### 1983
1. Вольный ветер — реж. Ян Фрид
2. Высокая проба — реж. Игорь Усов
3. Гори, гори ясно — реж. Аян Шахмалиева
4. Долгая дорога к себе — реж. Наталья Трощенко
5. Дублёр начинает действовать — реж. Эрнест Ясан
6. Каждый десятый — реж. Михаил Ордовский
7. Магистраль — реж. Виктор Трегубович
8. Магия чёрная и белая — реж. Наум Бирман
9. Место действия — реж. Анатолий Граник
10. На берегах пленительных Невы — реж. Илья Авербах
11. Небывальщина — реж. Сергей Овчаров
12. Обрыв — реж. Владимир Венгеров
13. Объездчик — реж. Александр Бибарцев; при участии киностудии «Мосфильм»
14. Парк — реж. Расим Оджагов; совм. с киностудией «Азербайджанфильм»
15. Пацаны — реж. Динара Асанова
16. Плыви, кораблик… — реж. Григорий Аронов
17. Приключения Шерлока Холмса и доктора Ватсона: Сокровища Агры — реж. Игорь Масленников
18. Скорость — реж. Дмитрий Светозаров
19. Средь бела дня… — реж. Валерий Гурьянов
20. Торпедоносцы — реж. Семён Аранович
21. Требуются мужчины — реж. Валерий Родченко
22. Уникум — реж. Виталий Мельников
23. Эхо дальнего взрыва — реж. Валентин Морозов
24. Я тебя никогда не забуду — реж. Павел Кадочников

### 1984
1. Аплодисменты, аплодисменты… — реж. Виктор Бутурлин
2. Без семьи — реж. Владимир Бортко
3. Блондинка за углом — реж. Владимир Бортко
4. Букет мимозы и другие цветы — реж. Михаил Никитин
5. Восемь дней надежды — реж. Александр Муратов
6. Жил-был доктор... — реж. Вячеслав Сорокин
7. Завещание профессора Доуэля — реж. Леонид Менакер
8. И вот пришёл Бумбо… — реж. Надежда Кошеверова
9. Колье Шарлотты — реж. Евгений Татарский
10. Макар-следопыт — реж. Николай Ковальский
11. Милый, дорогой, любимый, единственный… — реж. Динара Асанова
12. Мой друг Иван Лапшин — реж. Алексей Герман
13. Огни — реж. Соломон Шустер
14. Ольга и Константин — реж. Евгений Мезенцев
15. Перикола — реж. Александр Белинский
16. Подслушанный разговор — реж. Сергей Потепалов
17. Преферанс по пятницам — реж. Игорь Шешуков
18. Прохиндиада, или Бег на месте — реж. Виктор Трегубович
19. Ребячий патруль — реж. Леонид Макарычев
20. Три процента риска — реж. Владимир Шредель, Геннадий Полока
21. Челюскинцы — реж. Михаил Ершов
22. Чужая жена и муж под кроватью — реж. Виталий Мельников

### 1985
1. Воскресный папа — реж. Наум Бирман
2. Вот моя деревня… — реж. Виктор Трегубович
3. Встретимся в метро — реж. Виктор Соколов
4. Выйти замуж за капитана — реж. Виталий Мельников
5. Грядущему веку — реж. Искандер Хамраев
6. Зимняя вишня — реж. Игорь Масленников
7. Контракт века — реж. Александр Муратов
8. Марица — реж. Александр Белинский
9. Нам не дано предугадать… — реж. Ольга Наруцкая
10. Подсудимый — реж. Иосиф Хейфиц
11. Порох — реж. Виктор Аристов
12. Проверка на дорогах — реж. Алексей Герман; снят в 1971 году под названием «Операция „С новым годом!“»
13. Простая смерть… — реж. Александр Кайдановский
14. Противостояние — реж. Семён Аранович
15. Ради нескольких строчек — реж. Александр Рогожкин
16. Рейс 222 — реж. Сергей_Микаэлян
17. Снегурочку вызывали? — реж. Валентин Морозов
18. Сон в руку, или Чемодан — реж. Эрнест Ясан
19. Соперницы — реж. Виктор Садовский
20. Софья Ковалевская — реж. Аян Шахмалиева
21. Чужие здесь не ходят — реж. Анатолий Вехотко, Роман Ершов
22. Эй, на линкоре! — реж. Сергей Снежкин

### 1986
1. Детская площадка — реж. Светлана Проскурина
2. Джек Восьмёркин — «американец» — реж. Евгений Татарский
3. Жизнь Клима Самгина — реж. Виктор Титов
4. За Ветлугой-рекой — реж. Сергей Линков
5. Знаю только я — реж. Карен Геворкян
6. Исключения без правил (киноальманах):

• Голос — реж. Владимир Бортко
• Золотая пуговица — реж. Александр Рогожкин
• Скрепки — реж. Сергей Баранов, Валерий Наумов
• Экскурсант — реж. Виктор Бутурлин
1. Как стать звездой — реж. Виталий Аксёнов
2. Красная стрела — реж. Искандер Хамраев, Игорь Шешуков
3. Левша — реж. Сергей Овчаров
4. Миф — реж. Аян Шахмалиева
5. Наш папа — майонез — реж. Юрий Афанасьев
6. Письма мёртвого человека — реж. Константин Лопушанский
7. Плата за проезд — реж. Вячеслав Сорокин
8. Последняя дорога — реж. Леонид Менакер
9. При открытых дверях — реж. Эрнест Ясан
10. Прорыв — реж. Дмитрий Светозаров
11. Приключения Шерлока Холмса и доктора Ватсона: Двадцатый век начинается — реж. Игорь Масленников
12. Прости — реж. Эрнест Ясан
13. Сентиментальное путешествие на картошку — реж. Дмитрий Долинин
14. Сказание о храбром Хочбаре — реж. Асхаб Абакаров, Михаил Ордовский
15. Скорбное бесчувствие — реж. Александр Сокуров
16. Сошедшие с небес — реж. Наталья Трощенко
17. Тихое следствие — реж. Александр Пашовкин
18. Фуэте — реж. Владимир Васильев, Борис Ермолаев

### 1987
1. Апелляция — реж. Валерий Гурьянов
2. Башня — реж. Виктор Трегубович
3. Белое проклятье — реж. Николай Ковальский
4. Везучий человек — реж. Игорь Шешуков
5. Взломщик — реж. Валерий Огородников
6. Виктория — реж. Дмитрий Долинин
7. Вспомним, товарищ! — реж. Иосиф Хейфиц
8. Гость — реж. Александр Кайдановский; при участии «Мосфильма»
9. Единожды солгав… — реж. Владимир Бортко
10. Желаю вам… — реж. Юрий Мамин
11. Интервенция — реж. Геннадий Полока
12. Ищу друга жизни — реж. Михаил Ершов
13. Мой боевой расчёт — реж. Михаил Никитин
14. Моонзунд — реж. Александр Муратов
15. Необыкновенные приключения Карика и Вали — реж. Валерий Родченко
16. Одинокий голос человека — реж. Александр Сокуров; при содействии Союза кинематографистов СССР
17. Остров погибших кораблей — реж. Евгений Гинзбург, Рауф Мамедов
18. Очень вас всех люблю — реж. Игорь Алимпиев
19. Первая встреча, последняя встреча — реж. Виталий Мельников
20. Петроградские гавроши — реж. Сергей Снежкин
21. Праздник Нептуна — реж. Юрий Мамин; при участии «Мосфильма»
22. Садовник — реж. Виктор Бутурлин
23. Свояки — реж. Виктор Аристов
24. Серебряные струны — реж. Павел Кадочников
25. Сказка про влюблённого маляра — реж. Надежда Кошеверова
26. Соблазн — реж. Вячеслав Сорокин
27. Счастливо оставаться! — реж. Сергей Белошников; при участии «Мосфильма»
28. Чаплиниана — реж. Александр Белинский

### 1988
1. Без мундира — реж. Дмитрий Светозаров
2. Большая игра — реж. Семён Аранович; совм. с «Бояна-фильм» (Болгария)
3. Всадник — реж. Андрей Дружков; при участии «Мосфильма»
4. Вы чьё, старичьё? — реж. Иосиф Хейфиц
5. Господин оформитель — реж. Олег Тепцов
6. День ангела — реж. Сергей Сельянов, Николай Макаров
7. Динара — реж. Виктор Титов
8. Дни затмения — реж. Александр Сокуров
9. Крик о помощи — реж. Сергей Потепалов
10. Мисс миллионерша — реж. Александр Рогожкин
11. Полёт птицы — реж. Владимир Григорьев
12. Предлагаю руку и сердце — реж. Виктор Соколов
13. Презумпция невиновности — реж. Евгений Татарский
14. Продление рода — реж. Игорь Масленников
15. Собачье сердце — реж. Владимир Бортко
16. Трудно первые 100 лет — реж. Виктор Аристов
17. Фонтан — реж. Юрий Мамин
18. Хлеб — имя существительное — реж. Григорий Никулин
19. ЧП районного масштаба — реж. Сергей Снежкин
20. Штаны — реж. Валерий Приемыхов
21. Эсперанса — реж. Серхио Ольхович; СССР — Мексика
22. Эти… три верные карты… — реж. Александр Орлов; при участии Литовской киностудии

### 1989
1. Бродячий автобус — реж. Иосиф Хейфиц
2. Бумажные глаза Пришвина — реж. Валерий Огородников
3. В поисках правды — реж. Пётр Сатуновский
4. Васька — реж. Виктор Титов
5. Дон Сезар де Базан — реж. Ян Фрид
6. Женитьба Бальзаминова — реж. Александр Белинский
7. Замри — умри — воскресни! — реж. Виталий Каневский
8. Зеленинский погост — реж. Борис Лизнев
9. Канувшее время — реж. Соломон Шустер
10. Караул — реж. Александр Рогожкин
11. Кома — реж. Нийоле Адоменайте, Борис Горлов
12. Кончина — реж. Николай Кошелев
13. Личное дело Анны Ахматовой — реж. Семён Аранович
14. Музыкальные игры — реж. Виталий Аксёнов
15. Нечистая сила — реж. Эрнест Ясан
16. Оно — реж. Сергей Овчаров
17. Посвящённый — реж. Олег Тепцов
18. Посетитель музея — реж. Константин Лопушанский
19. Рыцари поднебесья — реж. Евгений Юфит
20. Рычаги — реж. Валерий Наумов; при участии киностудии «Мосфильм»
21. Сирано де Бержерак — реж. Наум Бирман
22. Случайный вальс — реж. Светлана Проскурина
23. Спаси и сохрани — реж. Александр Сокуров
24. Сто солдат и две девушки — реж. Сергей Микаэлян
25. Торможение в небесах — реж. Виктор Бутурлин
26. Убегающий август — реж. Дмитрий Долинин
27. Фа-минор — реж. Андрей Черных
28. Филипп Траум — реж. Игорь Масленников
29. Фуфло — реж. Алексей Лебедев
30. Это было у моря — реж. Аян Шахмалиева
31. Я служил в охране Сталина, или Опыт документальной мифологии — реж. Семён Аранович

### 1990
1. Адвокат — реж. Искандер Хамраев
2. Анекдоты — реж. Виктор Титов
3. Бакенбарды — реж. Юрий Мамин; при участии «Ленинтерфильма»
4. Воспоминания без даты — реж. Ефим Грибов
5. Духов день — реж. Сергей Сельянов
6. Зимняя вишня — 2 — реж. Игорь Масленников
7. История одной провокации — реж. Сергей Винокуров; при уч. Творческой мастерской первого фильма
8. Когда святые маршируют — реж. Владимир Воробьёв
9. Круг второй — реж. Александр Сокуров; при уч. Центра творческой инициативы ЛО СФК, клуба любителей кино «Зеркало» (Сыктывкар)
10. Ленинград. Ноябрь — реж. Олег Морозов, Андреас Кристоф Шмидт; совм. с «Neue Prometheus Filmproduktion» (ФРГ)
11. Новая Шахерезада — реж. Михаил Никитин
12. Палач — реж. Виктор Сергеев; при участии «Русское видео», «Ладога»
13. Панцирь — реж. Игорь Алимпиев
14. Переход товарища Чкалова через Северный полюс — реж. Максим Пежемский
15. Приближение — реж. Александр Рехвиашвили; совм. с «Грузия-фильм» при участии Госкино СССР
16. Сатана — реж. Виктор Аристов; при участии Госкино СССР
17. Собачий пир — реж. Леонид Менакер
18. Сон девственницы — реж. Геннадий Беглов; совм. с «Геликон» (Западный Берлин) при участии Госкино СССР
19. Страсти по Владимиру — реж. Марк Розовский; при уч. «Ленинтерфильм»
20. Такси-блюз — реж. Павел Лунгин; совм. с АСК, МК-2 Продуксьон (Франция), при участии Госкино СССР
21. Только для сумасшедших — реж. Арво Ихо; при участии «Таллиннфильм»
22. Убийство на Монастырских прудах — реж. Искандер Хамраев; при участии Госкино СССР
23. Царская охота — реж. Виталий Мельников; при участии ПО «Союзкиносервис», «Баррандов» (Чехословакия), «Эксцельсиорфильм» (Италия)

## 1991—2000

### 1991
1. Арифметика убийства — реж. Дмитрий Светозаров; при участии ЛО Кинофонда СК России
2. Афганский излом — реж. Владимир Бортко; при участии «Русское видео», «Клеми Чинематографика» (Италия)
3. Большой концерт народов, или Дыхание «Чейн-Стокса» — реж. Семён Аранович; при участии АСК
4. Гений — реж. Виктор Сергеев; совм. с «Вилон», «Ладога»
5. Действуй, Маня! — реж. Роман Ершов; при участии СОВИНКО, НИИСК
6. Дом на песке — реж. Нийоле Адоменайте; при участии ТПО «Союзтелефильм»
7. Еврейское счастье — реж. Виталий Манский; при участии ПиЭФ
8. Жена для метрдотеля — реж. Александр Чечулин; при участии ЛО Кинофонда СССР (С.-Петербург)
9. Жертва для императора — реж. Роза Орынбасарова; при участии ПиЭФ
10. Изыди! — реж. Дмитрий Астрахан; при участии «Невская перспектива», Азманбанк
11. Как хорошо, когда… — реж. Надежда Якушева; при участии ФКЛ, ЛГИК
12. Кольцо — реж. Валерий Мартынов; при участии Всесоюзного центра кино и телевидения для детей и юношества
13. Лапа — реж. Юлий Колтун
14. Лох — победитель воды — реж. Аркадий Тигай
15. Лошадь, скрипка… и немножко нервно — реж. Ирина Евтеева; при участии Киностудии Первого и экспериментального фильма
16. Меченые — реж. Вячеслав Сорокин
17. Миф о Леониде — реж. Дмитрий Долинин
18. Мой лучший друг — генерал Василий, сын Иосифа — реж. Виктор Садовский
19. Молодая Екатерина — реж. Майкл Андерсон; совм. пр-во с «Consolidated Production» (Англия), США, Primidia (Канада)
20. Невозвращенец — реж. Сергей Снежкин; при уч. «Технополисбанк»
21. Опыт бреда любовного очарования — реж. Валерий Огородников
22. Ой, вы, гуси — реж. Лидия Боброва; при уч. ПиЭФ
23. Папа, умер Дед Мороз — реж. Евгений Юфит, Владимир Маслов; при уч. ПиЭФ
24. Пьющие кровь — реж. Евгений Татарский
25. Русский балет без России — реж. Павел Коган
26. Сады скорпиона — реж. Олег Ковалов; при уч. ПиЭФ, Центра творческой инициативы «Зеркало» (Сыктывкар)
27. Санкт-Петербург весь на ладони — реж. Виталий Аксёнов
28. Сократ — реж. Виктор Соколов; при уч. ТПО «Союзтелефильм»
29. Счастливые дни — реж. Алексей Балабанов; при уч. ПиЭФ
30. Танцует Фарух Разиматов — реж. Светлана Чижова
31. Трава и вода — реж. Виктор Тихомиров; при уч. ПиЭФ
32. Третья планета — реж. Александр Рогожкин
33. Улыбка — реж. Сергей Попов; при уч. ПиЭФ
34. Хмель — реж. Виктор Трегубович
35. Циники — реж. Дмитрий Месхиев; при уч. «Диапазон», «Подмосковье»
36. Человек со свалки — реж. Борис Горлов; при уч. ТПО «Союзтелефильм»
37. Чёрное и белое — реж. Борис Фрумин; при уч. «Совэкспортфильм», «Элегант Лоджик»
38. Чича — реж. Виталий Мельников; при уч. Киноцентра «Росич»

### 1992
1. 22 июня, ровно в 4 часа… — реж. Борис Галкин
2. Ангелы в раю — реж. Евгений Лунгин; при уч. Национального центра кинематографии Франции «Ognon Pictures» (Париж)
3. Белые ночи — реж. Леонид Квинихидзе
4. Восточный роман — реж. Виктор Титов
5. Вологодский романс — реж. Александр Сидельников; при уч. ТО «Выбор» («Леннаучфильм»)
6. Гаджо — реж. Дмитрий Светозаров
7. Грех нераскаянный — реж. Юрий Афанасьев-Широков
8. Деревня Хлюпово выходит из Союза — реж. Анатолий Вехотко; при уч. «Балтфильм»
9. Дитя — реж. Виктор Титов; при уч. «La Sept», «Sodaperaga» (Франция)
10. Дневник, найденный в горбу — реж.  Ян Кидава-Блонски; совм. с «Гамбит Продакшн» (Польша)
11. Дымъ — реж. Аян Шахмалиева; совм. с ТО «Экран», «Полифон фильм унд фернзе, ГмбX» (Германия)
12. Зал ожидания — реж. Роза Орынбасарова; при уч. «La Sept», «Sodaperaga» (Франция)
13. Камень — реж. Александр Сокуров; при уч. Пермской киностудии
14. Ключ — реж. Павел Чухрай; при уч. «La Sept», «Sodaperaga» (Франция)
15. Комедия строгого режима — реж. Владимир Студенников, Михаил Григорьев; при уч. «Краун», «Игрис»
16. Кружевная сказка — реж. Н. Степанова
17. Лабиринт любви ― реж. Тамара Лапигина; при уч. Комбанка Мурман
18. Лестница света — реж. Джерард Майкл Маккарти; совм. с «Универсал-фильм лтд», Балтийским торгово-промышленным домом, «Ликвид-фильм» (Ирландия)
19. Митьки никого не хотят победить, или Митькимайер — реж. Анатолий Васильев; совм. с Объединением анимационных фильмов (Москва — СПб)
20. Мы едем в Америку — реж. Ефим Грибов; при уч. «Универсал-фильм», «Унирем-рем» (Швейцария)
21. На Иртыше — реж. Вячеслав Сорокин; при уч. «La Sept», «Sodaperaga» (Франция)
22. Невеста из Парижа — реж. Отар Дугладзе
23. Над тёмной водой — реж. Дмитрий Месхиев; совм. с «Аврора-фильм» (Германия), при уч. «Никола-фильм»
24. Необыкновенные приключения Ибикуса в Санкт-Петербурге — реж. Роман Ершов; при уч. ТПО «Кинодокумент»
25. Никотин — реж. Евгений Иванов; при уч. «Саламат»
26. Орландо — реж. Салли Поттер; при уч. «Adventure pictures» (Лондон)
27. Освящение храма (Триптих) — реж. Юрий Русак; при уч. «Краун»
28. Остров мёртвых — реж. Олег Ковалов; при уч. «Союзиталофильм», «Метакон»
29. Острова, одетые камнем — реж. Михаил Гаврюшин
30. Отражение в зеркале — реж. Светлана Проскурина; при уч. Лтд «Канар»
31. Последняя тарантелла — реж. Александр Белинский; при уч. «Аккорд-фильм»
32. Прекрасная незнакомка — реж. Ежи Гофман; при уч. «Приз», «Зодиак» (Польша), WDF
33. Пустельга — реж. Сергей Русаков; при уч. «Бармалей», Студии-R МП «Гранит» (Алма-Ата), Фонда Ролана Быкова
34. Путь царей — реж. Евгений Шифферс
35. Рукопись — реж. Александр Муратов; при уч. «La Sept», «Sodaperaga» (Франция)
36. Рэкет — реж. Эрнест Ясан; совм. с «Вилон», ТПО «Союзтелефильм»; при участии «Ленинтерфильм»
37. Сны о России — реж. Дзюнъя Сато; при уч. Daiei Studios, Toho Company Ltd (Япония)
38. Странные мужчины Семёновой Екатерины — реж. Виктор Сергеев
39. Тайна — реж. Геннадий Беглов; при уч. «Русское видео»
40. Тартюф — реж. Ян Фрид; совм. с ТПО «Союзтелефильм» ассоциация «Санкт-Петербург»
41. Тьма — реж. Игорь Масленников; при уч. «La Sept», «Sodaperaga» (Франция)
42. Удачи вам, господа! — реж. Владимир Бортко; совм. со студией «2-Б-2»
43. Чекист — реж. Александр Рогожкин; при уч. «La Sept», «Sodaperaga» (Франция)
44. Чхая о «Сайгоне» — реж. Владимир Витухновский; при уч. ТО «Кинодокумент»
45. Элегия из России (этюды для сна) — реж. Александр Сокуров; совм. с Санкт-Петербургской студией документальных фильмов при уч. Госкино РФ

### 1993
1. Акт — реж. Александр Рогожкин; совм. с «Огнон пикчерс» (Франция)
2. Барабаниада — реж. Сергей Овчаров;  совм с. «Дес продуксьон» (Франция) при уч. ТОО «Мик»
3. Боже, свети нас лицем Своим — реж. Владимир Дьяконов; совм. с Санкт-Петербургской студией документальных фильмов при уч. Роскомкино
4. Вива, Кастро! — реж. Борис Фрумин; совм. с СФЕРА, «Стар-кино-видео» при уч. Роскомкино
5. Владимир Святой — реж. Юрий Томошевский; при уч. «Далекс», «Нева»
6. Голубые танцовщицы — реж. Дмитрий Светозаров; при уч. «Панорама»
7. Грех. История страсти — реж. Виктор Сергеев; совместно с «Никола-фильм»
8. Друг войны — реж. Геннадий Новиков
9. Жизнь с идиотом — реж. Александр Рогожкин
10. Конь белый — реж. Гелий Рябов; при уч. «Лада-Банк», «Лада-2», «Диапазон»
11. Молодой человек танцует — реж. Дуглас Джексон; совм. с «Гранд-Норд» (Канада)
12. Окно в Париж — реж. Юрий Мамин, Аркадий Тигай; при уч. «Films du Bouloi», «La Sept» (Франция), ИНЕКС
13. Острова — реж. Семён Аранович, Хироси Оцука; совм. с «Син-Эйдзо, лтд.» (Япония)
14. Паром «Анна Каренина» — реж. Александра Яковлева-Аасмяэ; при уч. Балтийского морского пароходства
15. Пленники удачи — реж. Максим Пежемский; совм. с Парамедиа при участии Роскомкино
16. Представление для… — реж Юрий Кияшко; при уч. ТО «Эридан»
17. Провинциальный бенефис — реж. Александр Белинский; при уч. «Аккорд фильм», изд-ва «Библиополис»
18. Проклятие Дюран — реж. Виктор Титов; при уч. «Панорама»
19. Путешествие в счастливую Аравию — реж. Валерий Наумов; при уч. КИНО-АВТО
20. Разборчивый жених — реж. Сергей Микаэлян; совм. с ТО «Экран»
21. Русская невеста — реж. Геннадий Соловский; при уч. Информационного агентства «ЕАЕ», «Летний сад»
22. Сенсация — реж. Борис Горлов; совм. с киностудией «Нева» при уч. Роскомкино
23. Сотворение Адама — реж. Юрий Павлов; при уч. «Дж. Камандар»
24. Сукимоку — реж. Ольга Жукова; совм. с АО «Мист» при уч. киностудии «Нева»
25. Сумерки надежд — реж. Руслан Хачемизов; при уч. ТПК «Маленький принц»
26. Счастливый неудачник — реж. Валерий Быченков; при уч. Роскомкино
27. Танец смерти — реж. Грейдон Кларк; совм. с «Пауэр Пикчерз»
28. Тихие страницы — реж. Александр Сокуров; при уч. «Северный фонд», «Эскомфильм», «Zero-film»
29. Ты у меня одна — реж. Дмитрий Астрахан; при уч. «Информпрессервис», «Астур»
30. Тюремный романс — реж. Евгений Татарский; при уч. «Проимпекс», «Табиви-фильм»

### 1994
1. Год собаки — реж. Семён Аранович, совм. с «Кинодокумент», «Содаперага» (Франция)
2. Дожди в океане — реж. Виктор Аристов, (завершён Юрием Маминым; при уч. Роскомкино)
3. Замок — реж. Алексей Балабанов; при уч. Роскомкино, «Ориент-экспресс» (Франция)
4. Исповедь незнакомцу — реж. Жорж Бардавиль; при уч. Flash Film, Film Du Bulva (Франция), студия СТВ
5. Колесо любви — реж. Эрнест Ясан; при уч. «Ладога»
6. Колечко золотое, букет из алых роз — реж. Дмитрий Долинин; при уч. Роскомкино, «Лентелефильм», ТПО «АКВ»
7. Любовь, предвестие печали… — реж. Виктор Сергеев
8. Мадемуазель О. — реж. Жером Фулон[фр.]; при уч. «Тельфранс» (Франция)
9. На кого Бог пошлёт — реж. Владимир Зайкин; совм. с ПиЭФ, Роскомкино
10. Охота — реж. Виталий Соломин; совм. с студия «Р» при поддержке В. Шевцова (Тюмень), гостиничного комплекса «Пулковское», Лентрангаз
11. Полигон—1 — реж. Валерий Родченко; при уч. Роскомкино
12. Последнее дело Варёного — реж. Виталий Мельников; совм. с «Кранцфильм» при уч. Роскомкино
13. Прохиндиада—2 — реж. Александр Калягин; совм. с «Ладога», АО «Весант», «Милена-фильм», АСК «СибАСТРОВАЗ», театра «ЕТС» при уч. Роскомкино
14. Русская симфония — реж. Константин Лопушанский; совм. с «Ориент-экспресс» (Франция), Роскомкино
15. Русский транзит — реж. Виктор Титов; при уч. «Санкт-Петербургский Центр Искусств», «Региональное ТВ», «Слава-фильм»
16. Секрет виноделия — реж. Андрей Черных; при уч. «Северный фонд», Роскомкино
17. Французский вальс — реж. Сергей Микаэлян; при уч. «Лентелефильм», Роскомкино
18. Юноша из морских глубин — реж. Геннадий Новиков; совм. с «Ладога»

### 1995
1. Время печали ещё не пришло — реж. Сергей Сельянов; совм. с студия СТВ при уч. Роскомкино
2. Всё будет хорошо! — реж. Дмитрий Астрахан; совм. с «Никола-фильм», «Фора-фильм», Роскомкино
3. Духовные голоса — реж. Александр Сокуров; при уч. «Северный фонд», «Эскомкино» (Сыктывкар), «Пандора» (Япония), Роскомкино
4. Зимняя вишня — 3 — реж. Игорь Масленников; при уч. «Троицкий мост», ГТРК «Петербург — 5 канал»
5. Концерт для крысы — реж. Олег Ковалов; при уч. студия «Эрмитажный мост», Роскомкино
6. Мания Жизели — реж. Алексей Учитель; при уч. студия «Рок», Роскомкино
7. Особенности национальной охоты — реж. Александр Рогожкин; при уч. Роскомкино
8. Прибытие поезда (киноальманах):

• Трофимъ — реж. Алексей Балабанов; при уч. СТВ, Роскомкино
• Экзерсис № 5 — реж. Дмитрий Месхиев; совм. с кинокомпанией «Остров», Роскомкино, Кинофорум
1. Русский паровоз — реж. Ненад Дьяпич; при уч. Роскомкино, «Опалфильмпродукцион» (Германия)
2. Сергей Эйзенштейн. Автобиография — реж. Олег Ковалов; при уч. студия СТВ, Госфильмофонд России, Роскомкино
3. Сердобск – частица России — реж. Роман Ершов, Эрнест Ясан; совм. с «Диапазон» при уч. студии «Карт»
4. Четвёртая планета — реж. Дмитрий Астрахан; совм. с «Астрахан-люмекс-студия», «МИКО-фильм»
5. Эликсир — реж. Ирина Евтеева; совм. с ПиЭФ, Роскомкино
6. Я иду искать — реж. Василий Чигинский; при уч. Роскомкино, ВГИК

### 1996
1. Восточная элегия — реж. Александр Сокуров; при уч. «Северный фонд», NHK (Япония), Sony
2. Принципиальный и жалостливый взгляд — реж. Александр Сухочев; при уч. Роскомкино

### 1997
1. Американка — реж. Дмитрий Месхиев; при уч. Госкино РФ
2. В той стране — реж. Лидия Боброва; совм. с студия «Народный фильм», Госкино РФ
3. Все мои Ленины — реж. Харди Волмер; при уч. Faama Film (Эстония)
4. История про Ричарда, Милорда и прекрасную Жар-птицу — реж. Нино Ахвледиани; при уч. «Бармалей», Госкино РФ
5. Мать и сын — реж. Александр Сокуров; при уч. «Северный фонд», «Зеро-Фильм»
6. Сергей Эйзенштейн. Мексиканская фантазия — реж. Олег Ковалов; при уч. студия «СТВ», Госфильмфонд
7. Царевич Алексей — реж. Виталий Мельников; совм. с студией «Голос» при уч. Госкино РФ
8. Цветы календулы — реж. Сергей Снежкин; при уч. Госкино РФ
9. Цирк сгорел, и клоуны разбежались — реж. Владимир Бортко; при уч. Госкино РФ
10. Хрусталёв, машину! — реж. Алексей Герман; при уч. Студии Первого и экспериментального фильма, ВГТРК, «Содаперага» (Франция), Министерства культуры Франции, Министерства иностранных дел Франции
11. Шизофрения — реж. Виктор Сергеев; при уч. компании «Стабильная линия», Госкино РФ
12. Я первый тебя увидел — реж. Валерий Быченков; совм. с «Бармалей» при уч. Госкино РФ

### 1998
1. Горько! — реж. Юрий Мамин, Аркадий Тигай; при уч. «Никола-фильм»
2. Дух — реж. Евгений Иванов; при уч. студия «Центр», Госкино РФ
3. Молох — реж. Александр Сокуров; совм. с «Fusion Product» (Япония), «Zero Film», при уч. Госкино РФ, «Flimboard Berlin/Brandenburg GmbH» (Германия), «Fondation Montecinemaverita» (Швейцария)
4. Тоталитарный роман — реж. Вячеслав Сорокин; при уч. Госкино РФ

### 1999
1. Барак — реж. Валерий Огородников; совм. с кинокомпанией «Дар», при уч. Госкино РФ
2. Болдинская осень — реж. Александр Рогожкин; при уч. студии «Аквариум», Госкино РФ
3. Женская собственность — реж. Дмитрий Месхиев; при уч. продюсерской компании «Слово», «Союз-видео» (Москва)
4. К славе — реж. Александр Белинский; совм. с «Кинофильм»
5. Мистерии — реж. Михаил Калатозишвили; совм. с Грузия-фильм, «АВК STUDIO», при участии Госкино РФ

### 2000
1. Звёздочка моя ненаглядная — реж. Сергей Микаэлян; при уч. Госкино РФ
2. Неизвестные Дягилевы — реж. Владислав Виноградов
3. Рождественская мистерия — реж. Андрей Кравчук, Юрий Фетинг; при уч. Госкино РФ, ВГТРК
4. Русские — реж. Игорь Алимпиев; совм. с Санкт–Петербургской студией документальных фильмов при уч. Госфильмофонда, Госкино РФ
5. Собственная тень — реж. Ольга Наруцкая; при уч. ООО «Ален», Госкино РФ
6. Телец — реж. Александр Сокуров; при уч. Госкино РФ, Министерства культуры РФ

## 2001—2010

### 2001
1. Дикарка — реж. Юрий Павлов; совм. с Продюсерский центром «Слово» киноконцерна «Мосфильм», служба государственной поддержки кинематографии Министерства культуры РФ
2. Красный стрептоцид — реж. Василий Чигинский; совм. с ТПО «Бармалей»
3. Туда никогда не вернуться — реж. Валерий Быченков; совм. с ТПО «Бармалей»

### 2002
1. Григорий Козинцев — реж. Марина Чудина; при поддержке Службы кинематографии Министерства культуры РФ, Комитета по культуре Администрации Санкт-Петербурга
2. Неизвестный Хейфиц. Герой не нашего времени — реж. Дмитрий Светозаров; при поддержке Службы кинематографии Министерства культуры РФ, Комитета по культуре Администрации Санкт-Петербурга
3. Прикованный — реж. Валерий Рыбарев; совм. с «Беларусьфильм»
4. Семён Аранович. Последний кадр. — реж. Андрей Кравчук; при поддержке Службы кинематографии Министерства культуры РФ, Комитета по культуре Администрации Санкт-Петербурга
5. Фридрих Эрмлер — реж. Олег Ковалов; при поддержке Службы кинематографии Министерства культуры РФ, Комитета по культуре Администрации Санкт-Петербурга

### 2003
1. Sapiens — реж. Александр Рогожкин; при уч. Службы кинематографии Министерства культуры РФ
2. Бабуся — реж. Лидия Боброва
3. Бедный, бедный Павел — реж. Виталий Мельников; при уч. Министерства культуры РФ
4. Братья Васильевы — реж. Владимир Непевный; при поддержке Службы кинематографии Министерства культуры РФ, Комитета по культуре Администрации Санкт-Петербурга
5. Динара Асанова — реж. Марина Чудина, Екатерина Харламова; при поддержке Службы кинематографии Министерства культуры РФ, Комитета по культуре Администрации Санкт-Петербурга
6. Илья Авербах. Обратная точка — реж. Андрей Кравчук; при поддержке Службы кинематографии Министерства культуры РФ, Комитета по культуре Администрации Санкт-Петербурга
7. Надежда Кошеверова. Игра в куклы — реж. Мария Соловцова; при поддержке Службы кинематографии Министерства культуры РФ, Комитета по культуре Администрации Санкт-Петербурга
8. Не делайте бисквиты в плохом настроении — реж. Григорий Никулин-мл.; совм. с ТПО «Бармалей»
9. Отец и сын — реж. Александр Сокуров; при уч. Zero film (Германия), «Никола-фильм» (Россия), Lumen Film (Франция), Isabella Films (Нидерланды), Mikado Film (Италия)
10. Петербург — реж. Ирина Евтеева; при уч. Службы кинематографии Министерства культуры РФ и Госфильмофонда России
11. ФЭКС — реж. Олег Ковалов; при поддержке Службы кинематографии Министерства культуры РФ, Комитета по культуре Администрации Санкт-Петербурга
12. Челябумбия — реж. Валерий Быченков; совм. с ТПО «Бармалей» при уч. Службы кинематографии Министерства культуры РФ

### 2004
1. Демон — реж. Ирина Евтеева

### 2005
1. Итальянец — реж. Андрей Кравчук; при уч. «Тулос-синема»
2. Лопухи — реж. Андрей Коршунов, Михаил Вассербаум; совм. с киностудией детских и юношеских фильмов «Бармалей»
3. Мифы моего детства — реж. Юрий Фетинг; совм. с кинокомпанией «Север» при поддержке Федерального агентства по культуре и кинематографии РФ
4. Солнце — реж. Александр Сокуров; при уч. «Никола-фильм», Пролайн Фильм, Downtown Pictures (Италия), Mact Productions (Франция), Riforma Film (Швейцария), телеканала СТС
5. Танцуют все! — реж. Павел Пархоменко; совм. с киностудией детских и юношеских фильмов «Бармалей»

### 2006
1. В гавань заходили корабли — реж. Михаил Коновальчук
2. Мечта — реж. Сергей Снежкин; совм. с киностудией детских и юношеских фильмов «Бармалей»
3. Пробуждение — реж. Станислав Лебедев; при поддержке Федерального агентства по культуре и кинематографии РФ
4. Я и ты — реж. Виктор Татарский

### 2007
1. Агитбригада «Бей врага!» — реж. Виталий Мельников; совм. с «Югра-фильм» при поддержке Федерального агентства по культуре и кинематографии РФ и Правительства Ханты-Мансийского Автономного округа- Югры
2. Кто был Шекспиром — реж. Виталий Аксёнов
3. Российская империя. Начало — реж. Виталий Мельников
4. Свет в павильоне — реж. Александр Поздняков
5. Яр — реж. Марина Разбежкина; совм. со студией «Киномельница»

### 2008
1. Бумажный солдат — реж. Алексей Герман мл.; при уч. «Феномен Филмз», телеканал «Россия»
2. Герман. По ту сторону камеры — реж. Александр Поздняков
3. Не думай про белых обезьян — реж. Юрий Мамин
4. Придел Ангела — реж. Николай Дрейден; совм. со студией «ЭН» при уч. Коневского Рождество-Богородичного мужского монастыря

### 2009
1. Верую! — реж. Лидия Боброва; при уч. студии «Народный фильм»
2. Видримасгор, или История моего космоса — реж. Яна Поляруш
3. Золотое сечение — реж. Сергей Дебижев; совм. со Студией Документальных Фильмов
4. Как поймать магазинного вора — реж. Евгений Семёнов
5. Маленькие трагедии — реж. Ирина Евтеева
6. С чёрного хода — реж. Станислав Митин

### 2010
1. Бриллианты. Воровство — реж. Рустам Хамдамов; совм. с Первым каналом, мастерской «Сеанс»

## 2011—2020

### 2012
1. Поклонница — реж. Виталий Мельников; при уч. «Всемирные русские студии», «Киномельница»

### 2013
1. Дар — реж. Сергей Карандашов
2. Крылья — реж. Алексей Лобанов
3. Лимузин — реж. Роман Ершов
4. Трудно быть богом — реж. Алексей Герман; при уч. Студия «Север», Министерства культуры РФ

### 2014
1. Ёлка на берегах Невы — реж. Александр Поздняков

### 2015
1. Мост — реж. Наур Гармелия
2. Одна на всех — реж. Виктор Бутурлин
3. Развод по собственному желанию — реж. Илья Северов

### 2016
1. Контрибуция — реж. Сергей Снежкин; при уч. Фонда кино
2. Петербург. Только по любви — реж. Аксинья Гог, Наталья Назарова, Оксана Бычкова, Наталья Кудряшова, Анна Пармас, Авдотья Смирнова, Рената Литвинова; совм. с СТВ и «Глобус-фильм»
3. Птица — реж. Ксения Баскакова; при уч. Министерства культуры Российской Федерации

### 2017
1. Мастерская — реж. Сергей Карандашов; совместно со студией «Север»
2. Теснота — реж. Кантемир Балагов; совместно с Фондом Александра Сокурова
3. Три дня до весны — реж. Александр Касаткин; при уч. Фонда кино

### 2018
1. Голоса в старых стенах — реж. Александр Поздняков
2. Чужая жизнь — реж. Виктор Татарский

### 2019
1. Мальчик русский — реж. Александр Золотухин; при уч. фонда «Пример интонации», Министерства культуры РФ
2. Петербургские театры — реж. Ирина Волкова; совместно с кинокомпанией «САГА»

## 2021—2022

### 2021
1. Учёности плоды — реж. Игорь Угольников; совместно с Corner Work и студией «ВоенФильм»

### 2022
1. Блокадный футбол — реж. Вагенак Балаян; совм. с киностудией «КиноМельница», при уч. Министерства культуры Российской Федерации, Комитета по культуре Санкт-Петербурга